# Mitsubishi Mirage
Mitsubishi Mirage (укр. Мітсубісі Міраж) — компактний, а згодом субкомпактний автомобіль, що випускався компанією Mitsubishi Motors з 1978 по 2002 рік, а також з 2012 по 2024 рік.

## Опис
Mitsubishi Mirage в кузові хетчбек, випускалися між 1987 і 2002 роками та класифікувалися як малолітражні автомобілі, в той час як автомобілі в кузові седан і універсал входили в компактний клас, поряд з Mitsubishi Lancer. Кузов хетчбек був представлений в 1988 році і доповнив вже існуючий кузов седан після рестайлінгу. Кузов купе з'явився на світ у 1991 році і так само входив в субкомпактний клас. Нова малолітражка Mitsubishi Mirage повністю замінила Mitsubishi Colt, що продавалася в період з 2002 по 2012 рік.
Mirage має складну історію маркетингу з різноманітними, заплутаними назвами цього авто. Для внутрішнього ринку Mitsubishi використовувало назву Mirage до всіх п'яти поколінь, які продавалися в певній роздрібній мережі під назвою Car Plaza. Ринки інших країн часто використовували назву Mitsubishi Colt, а варіанти седана Mirage продавались під назвою Mitsubishi Lancer (в тому числі і на ринку в Японії).
У США і Канаді, перші чотири покоління Mitsubishi Mirage продавалися через компанію Chrysler і носили назву Dodge Colt або Plymouth Colt. Раніше, з 1955 по 1989 рік Chrysler випускав неспоріднені автомобілі під назвою Dodge Lancer і на початку 2000-х компанія хотіла відновити дане виробництво, але завдяки тому, що з 2000 по 2004 року DaimlerChrysler контролював компанію Mitsubishi Motors - ліцензія на ім'я Lancer була залишена корпорації Mitsubishi для внутрішнього ринку Японії та інших країн, а для випуску автомобілів для Північної Америки залишили ім'я Mirage.
У 2000 році Mitsubishi представила нове покоління Mirage для внутрішнього ринку, яке носило назву Lancer. Автомобіль не тільки змінив ім'я, а й став підходити в компактний клас. Потім, в 2002 році з'явився малолітражний п'ятидверний хетчбек Mirage, який змінив ім'я на Mitsubishi Colt і став масово доступний на ринку. До 2003 року виробництво Mitsubishi Mirage і її похідні Mitsubishi Colt для внутрішнього ринку Японії було повністю припинено.

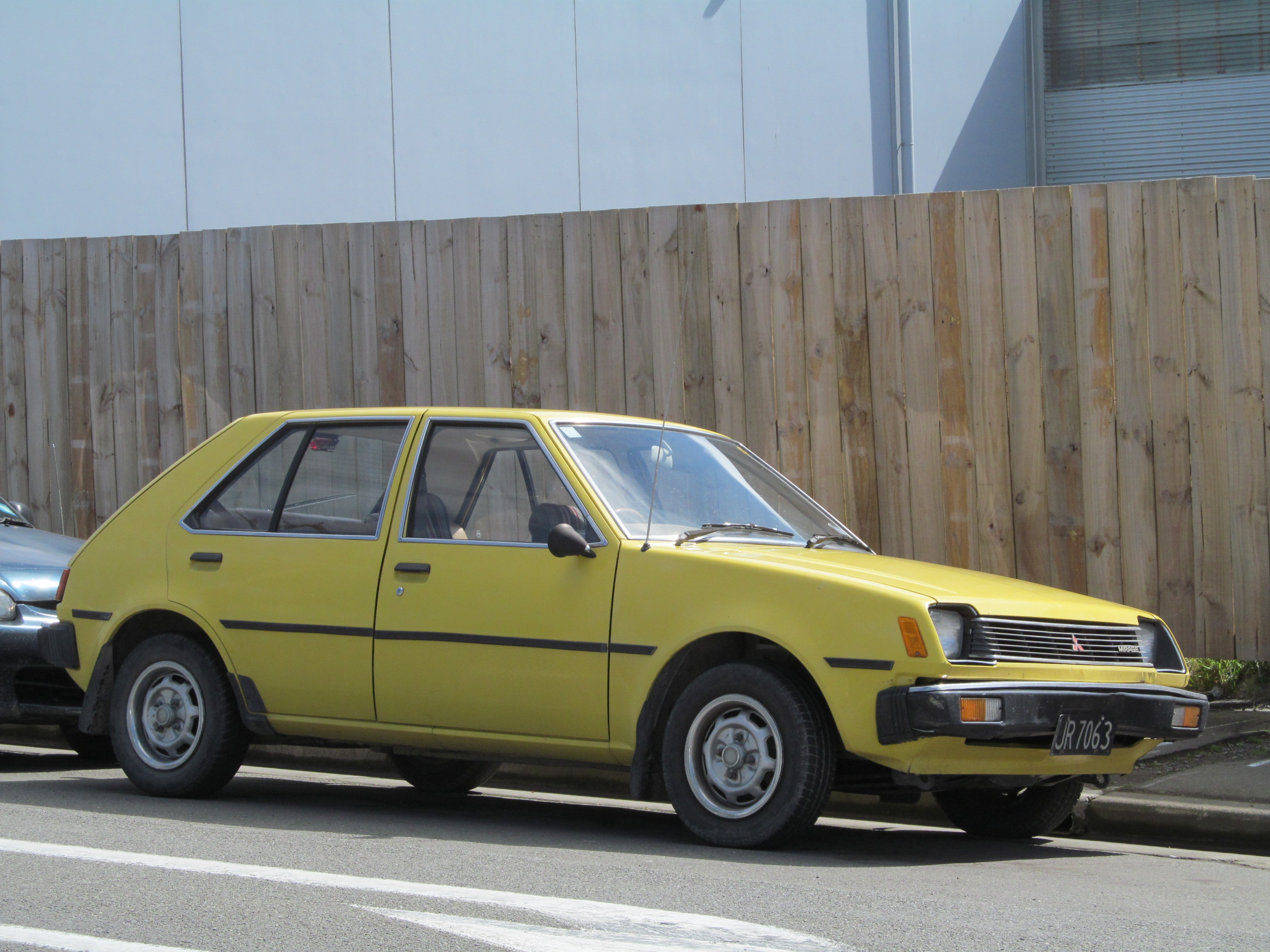
Mitsubishi Mirage 1
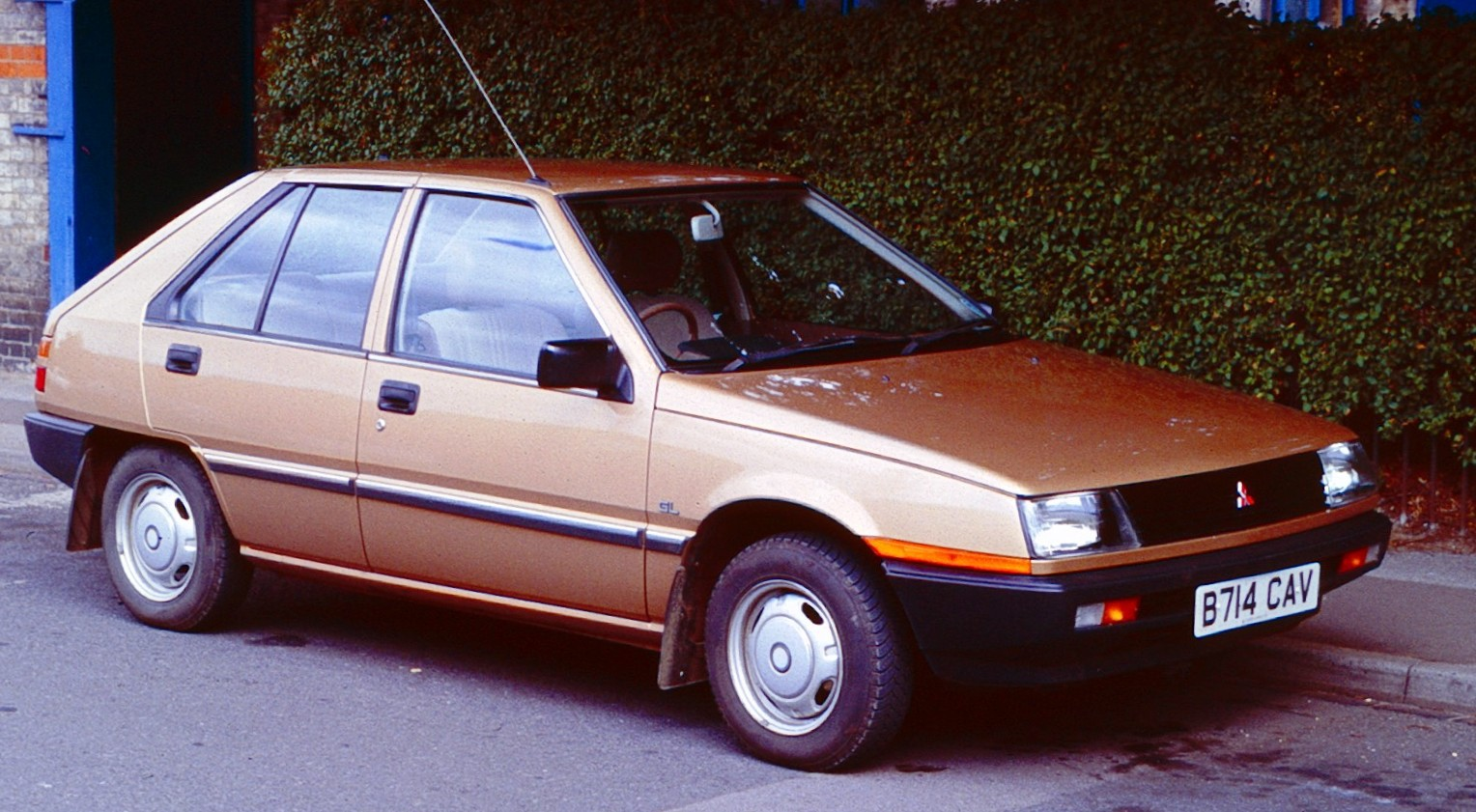
Mitsubishi Mirage 2
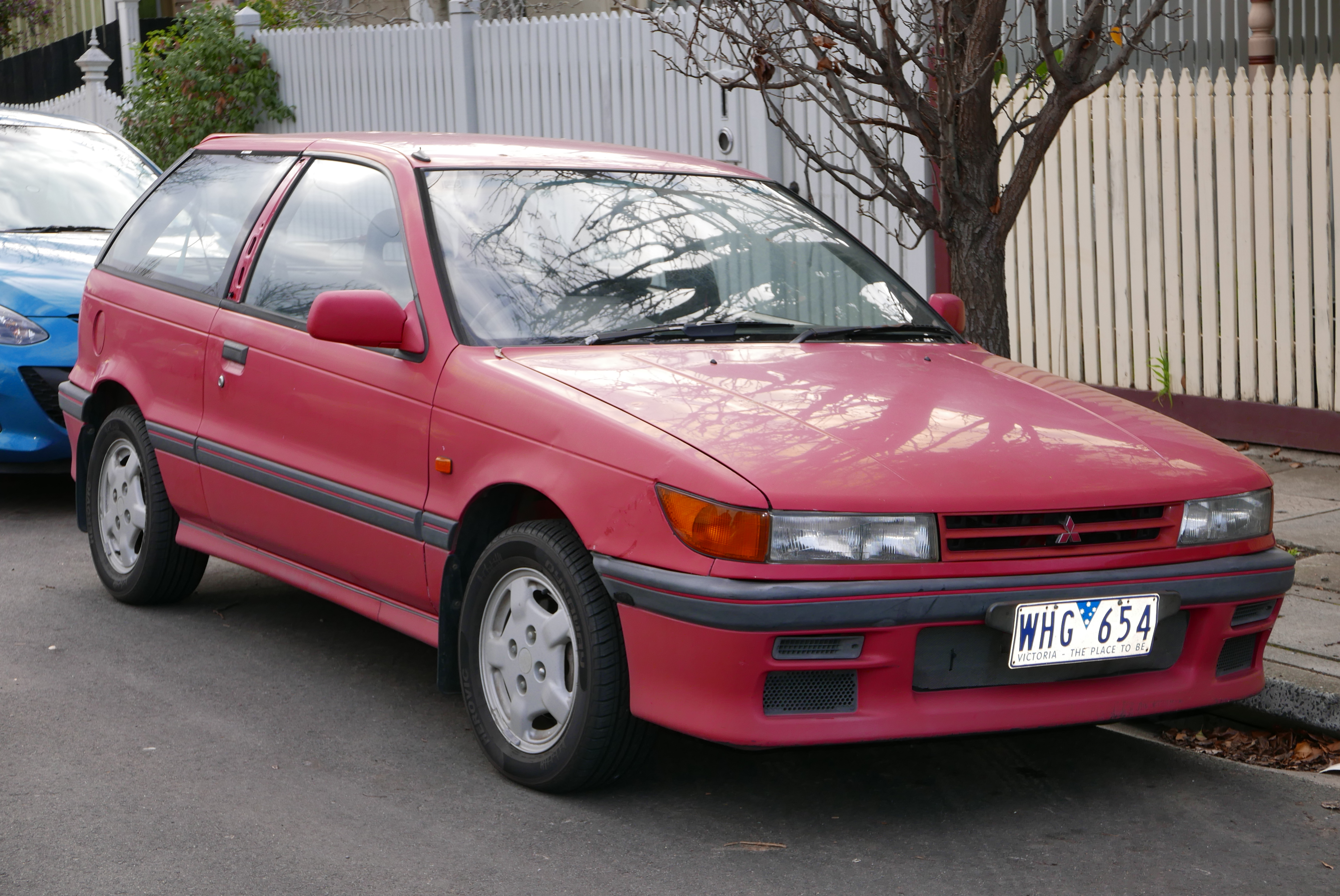
Mitsubishi Mirage 3
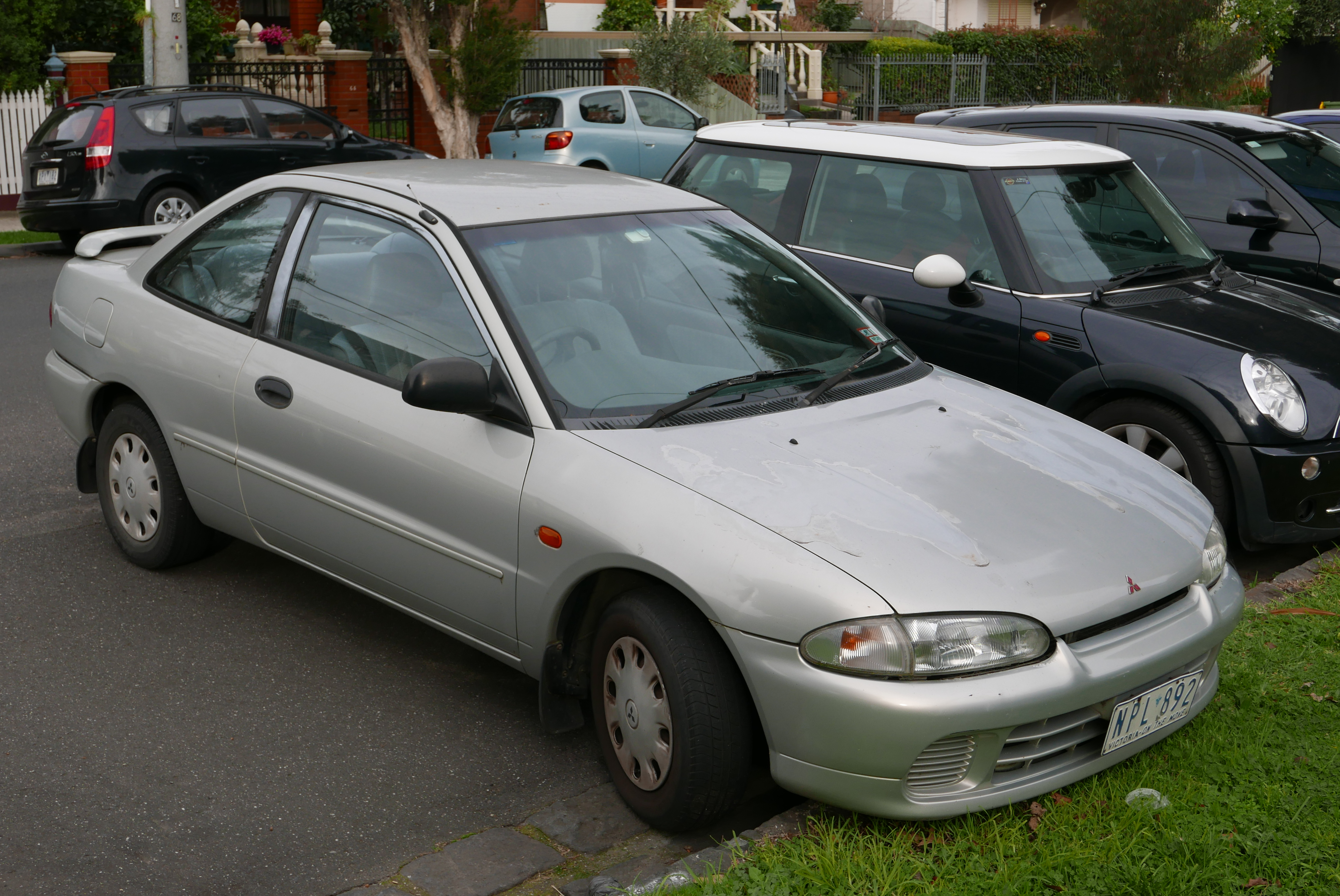
Mitsubishi Mirage 4
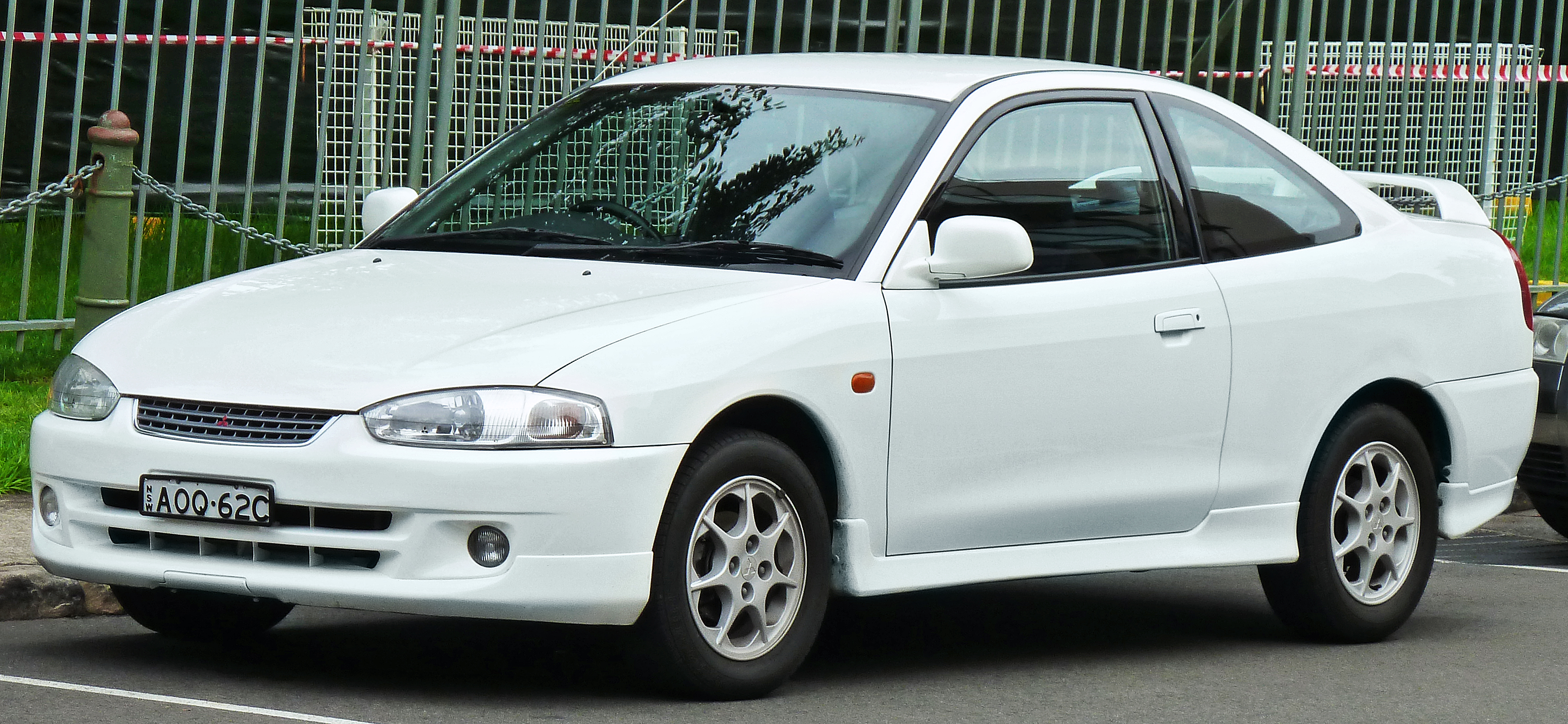
Mitsubishi Mirage 5

## Перше покоління (RA; 1978—1989)

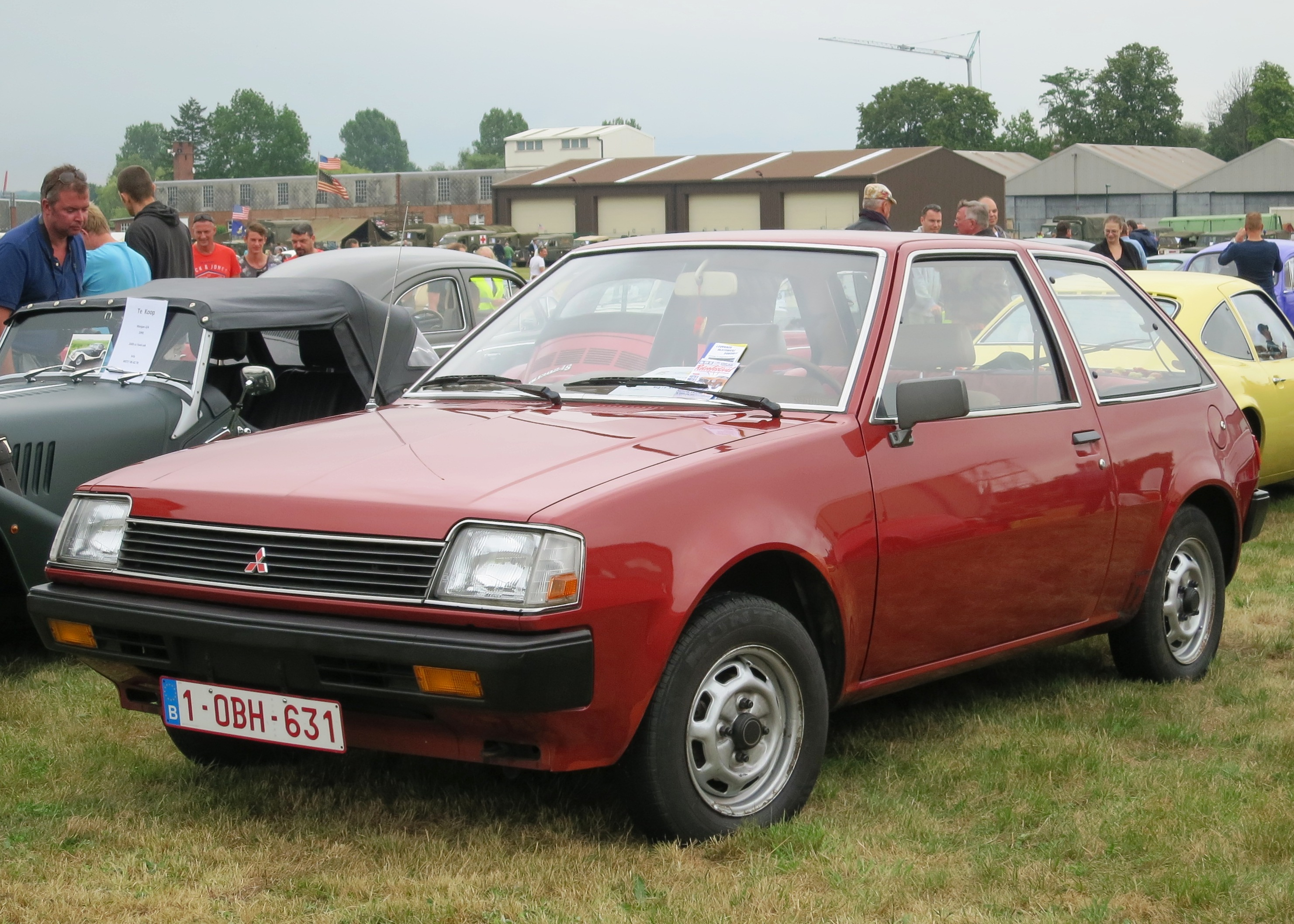
Colt hatchback (фейсліфт)
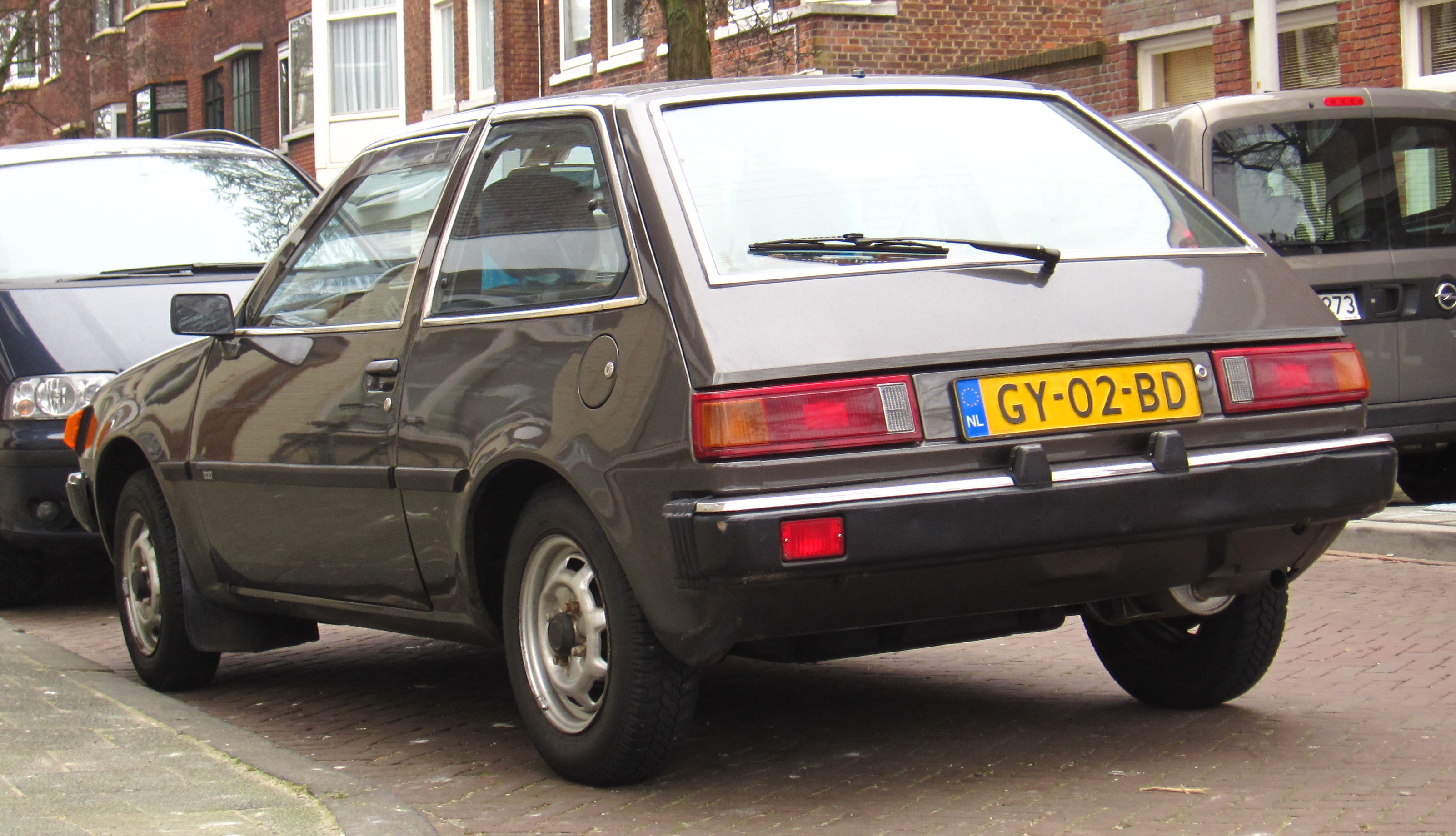
Colt hatchback (фейсліфт)
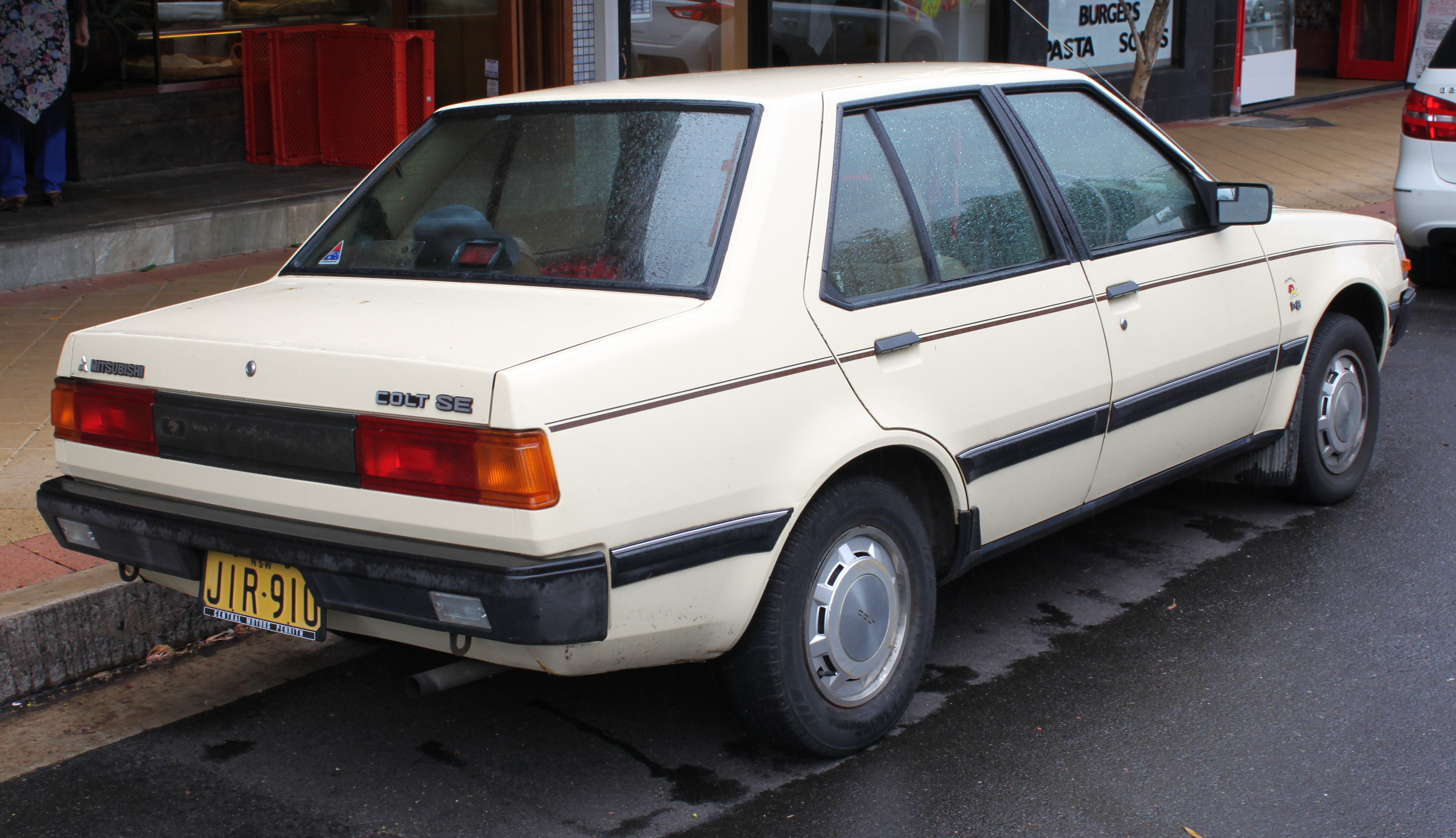
Colt sedan (фейсліфт)
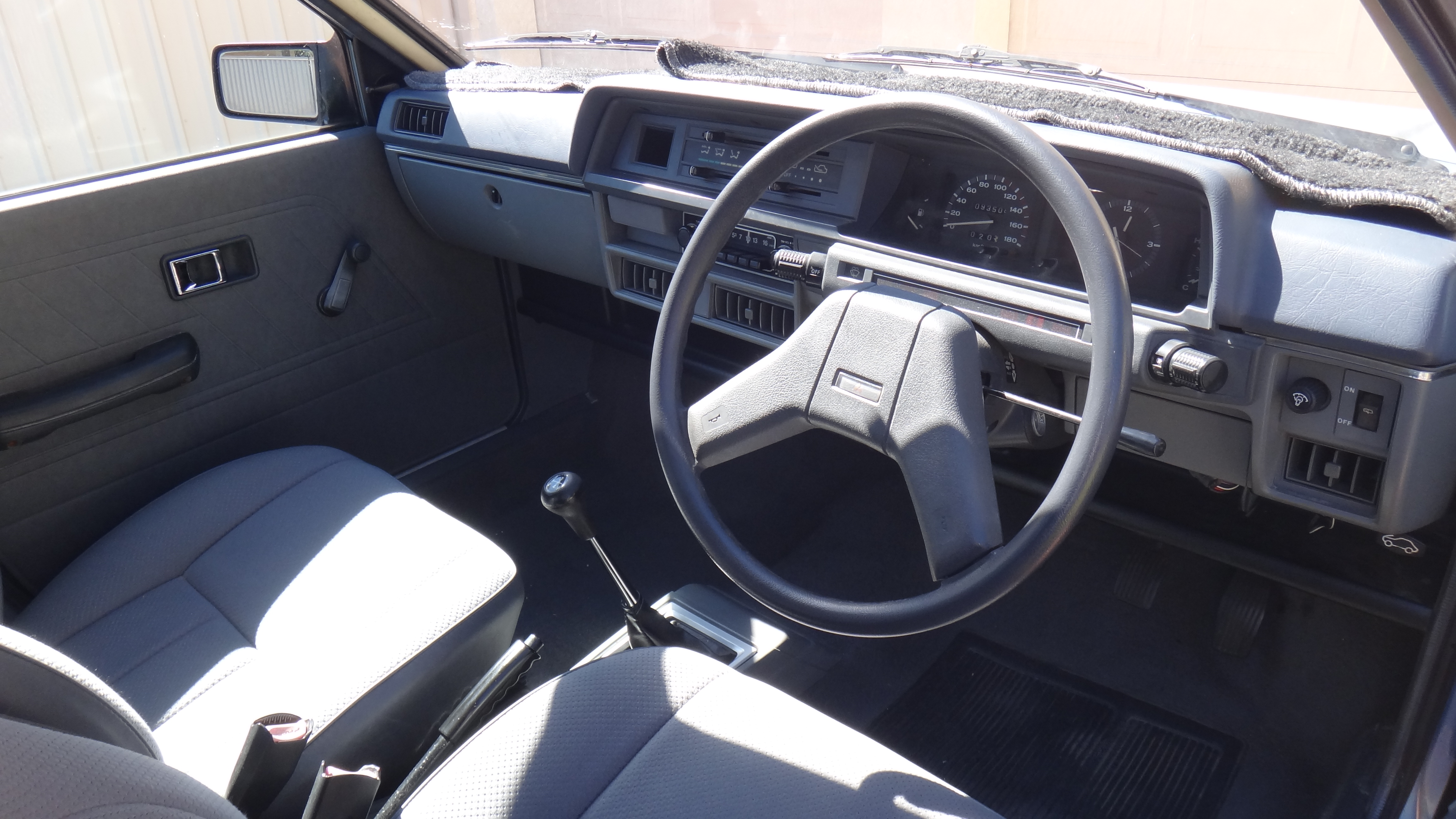
інтер'єр

## Друге покоління (C10; 1983—1994)

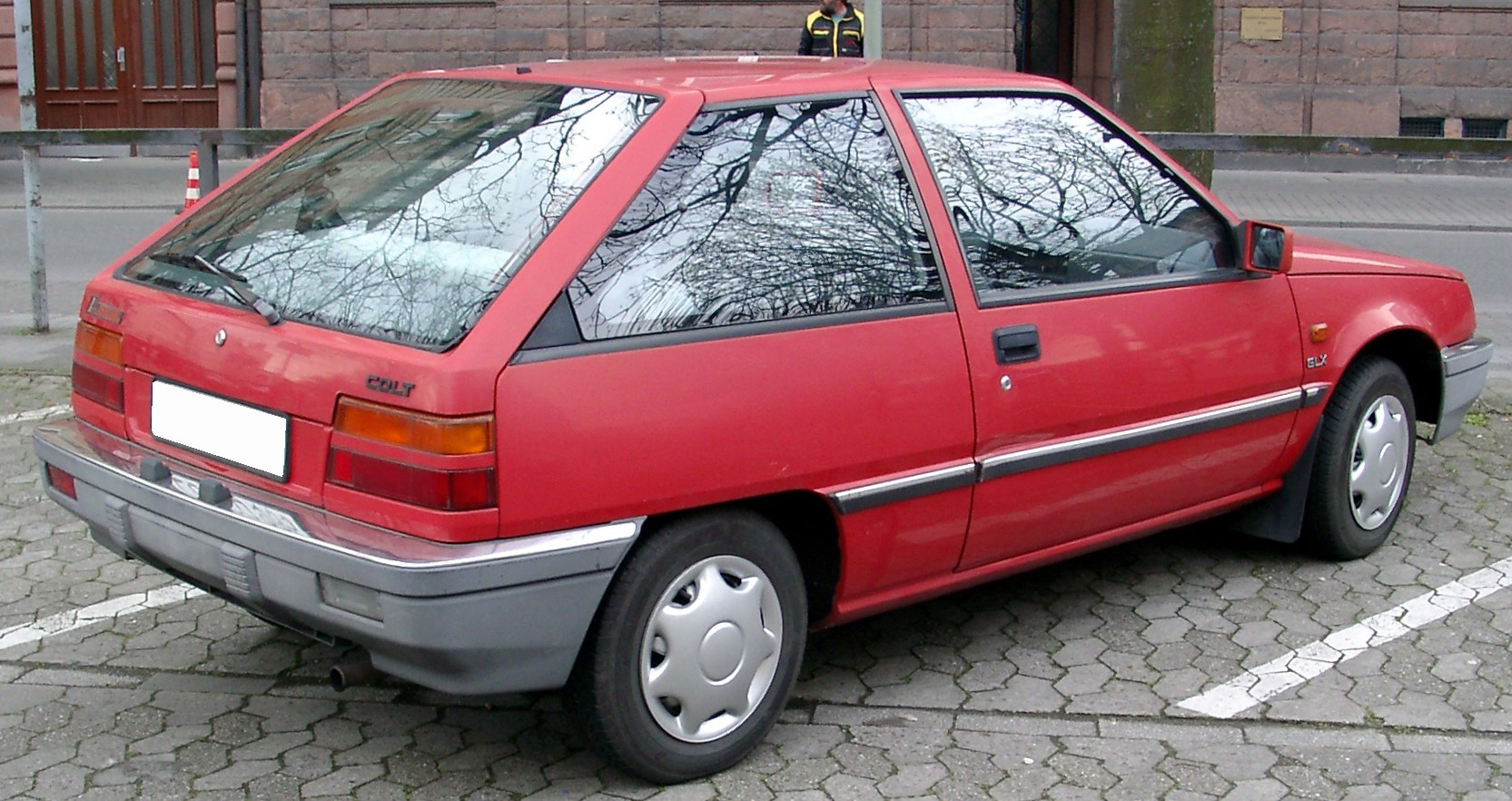
Colt 3-door (Європа)
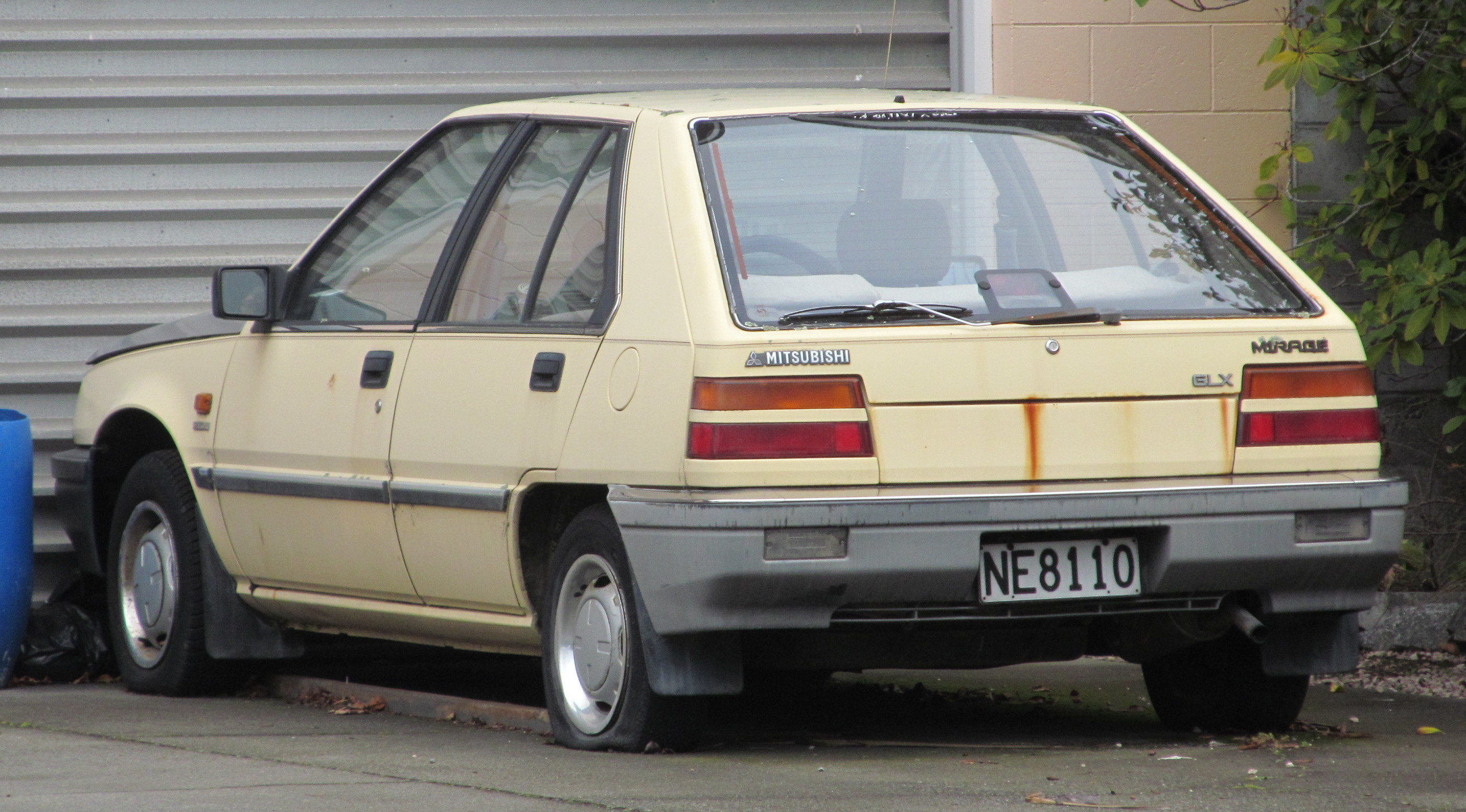
Mirage 5-door (Нова Зеландія)
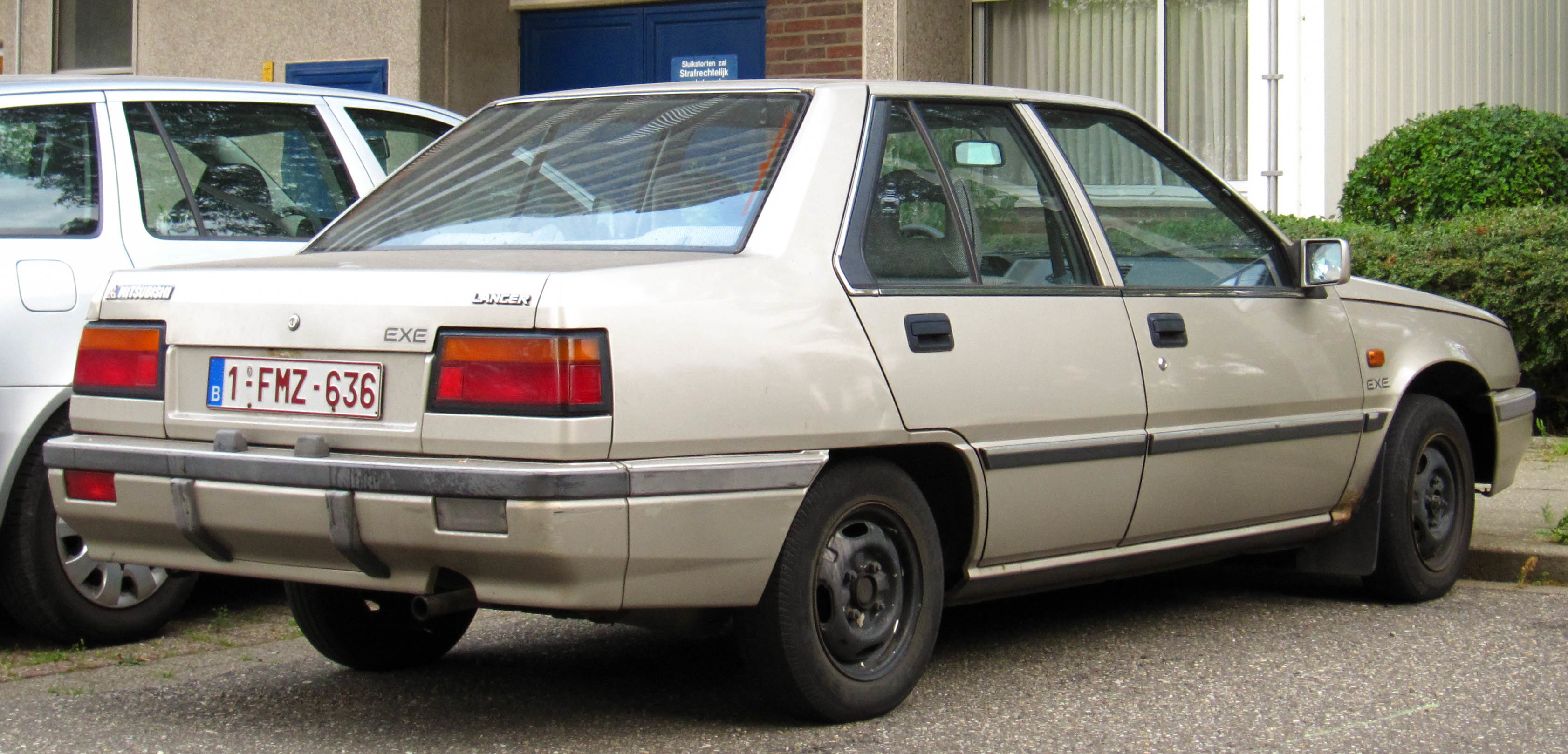
Lancer sedan (Європа)
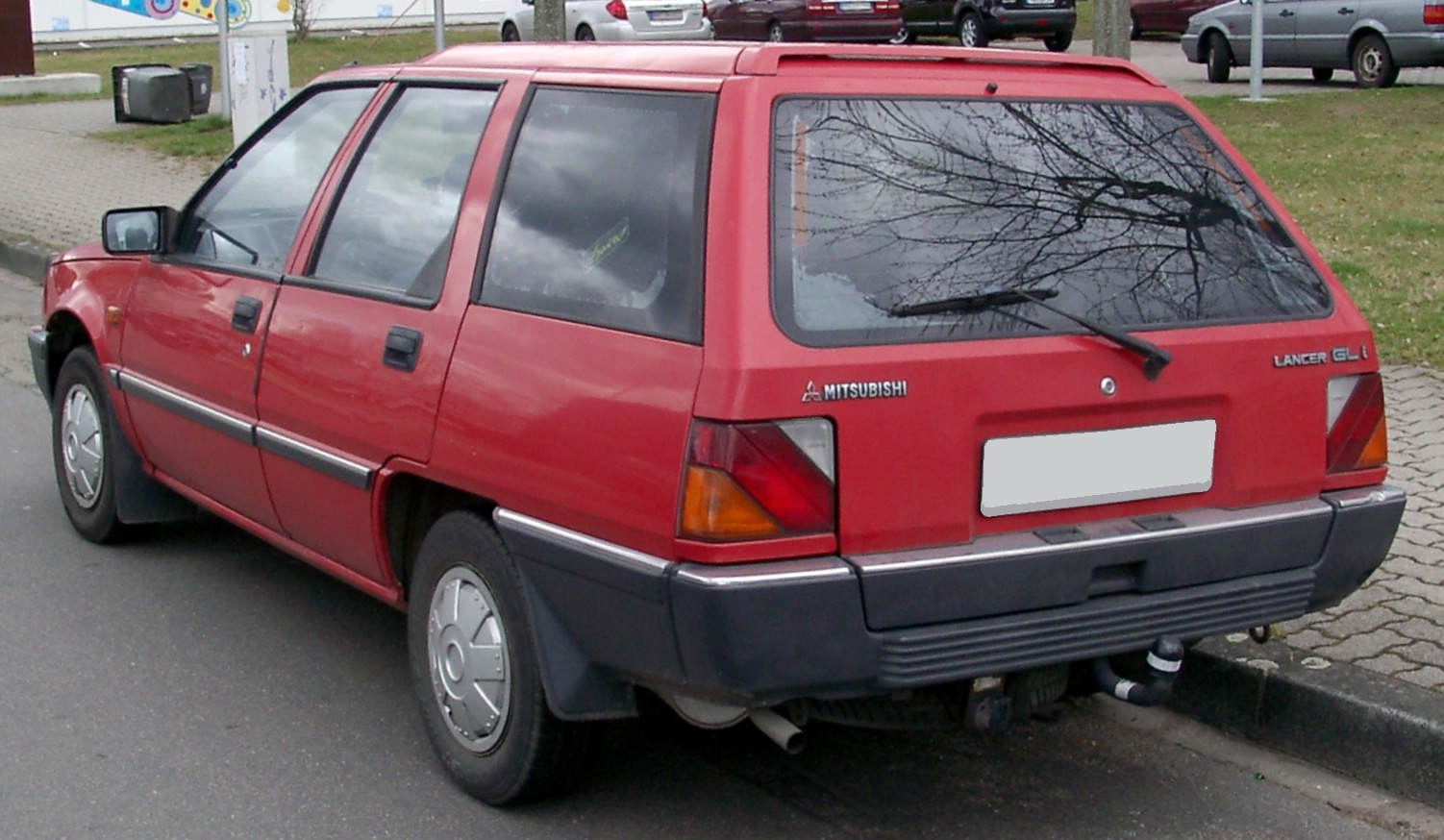
Lancer Kombi (Європа)
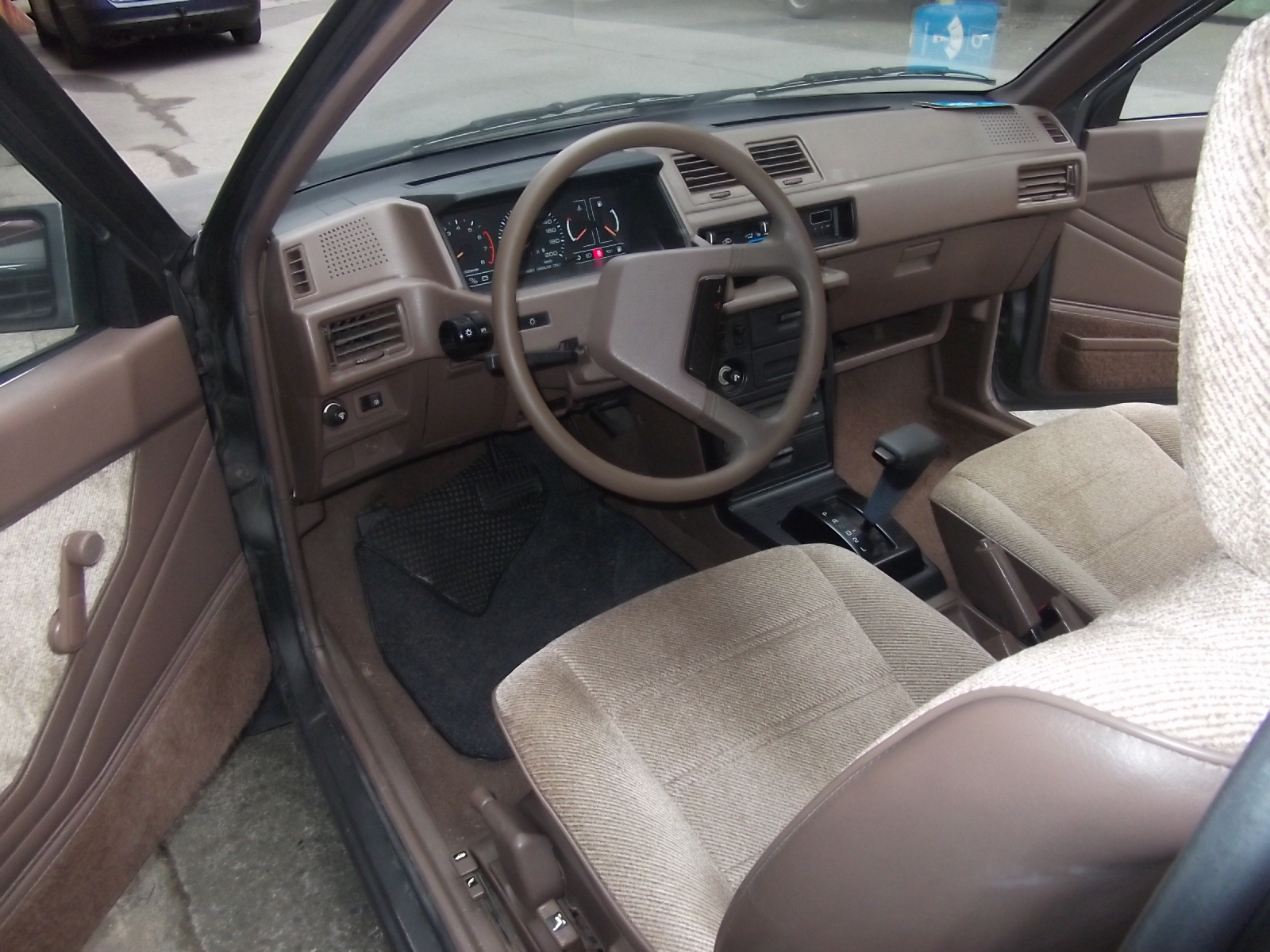
інтер'єр

## Третє покоління (C50; 1987—1996)

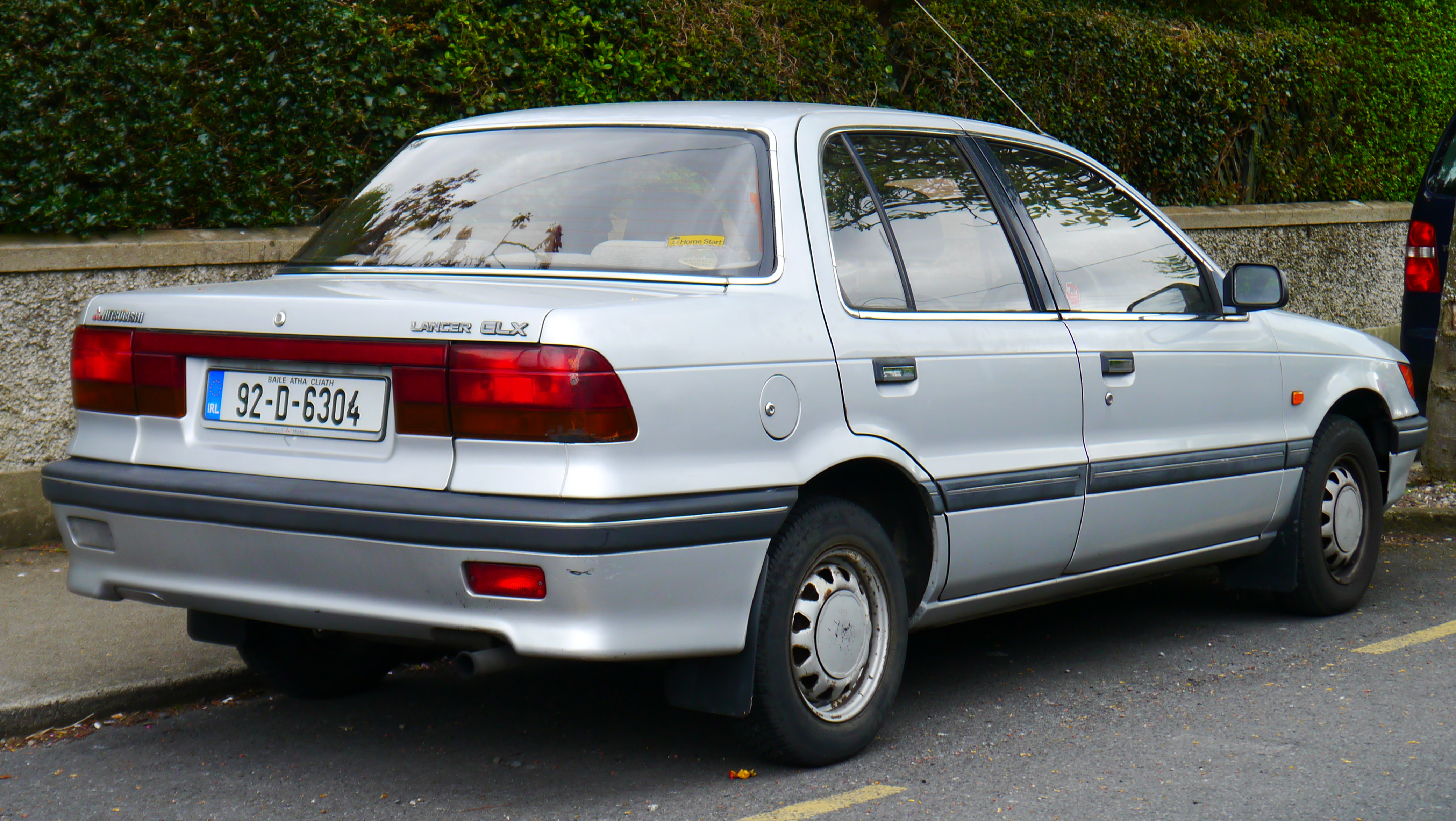
Lancer Sedan (Europe; pre-facelift)
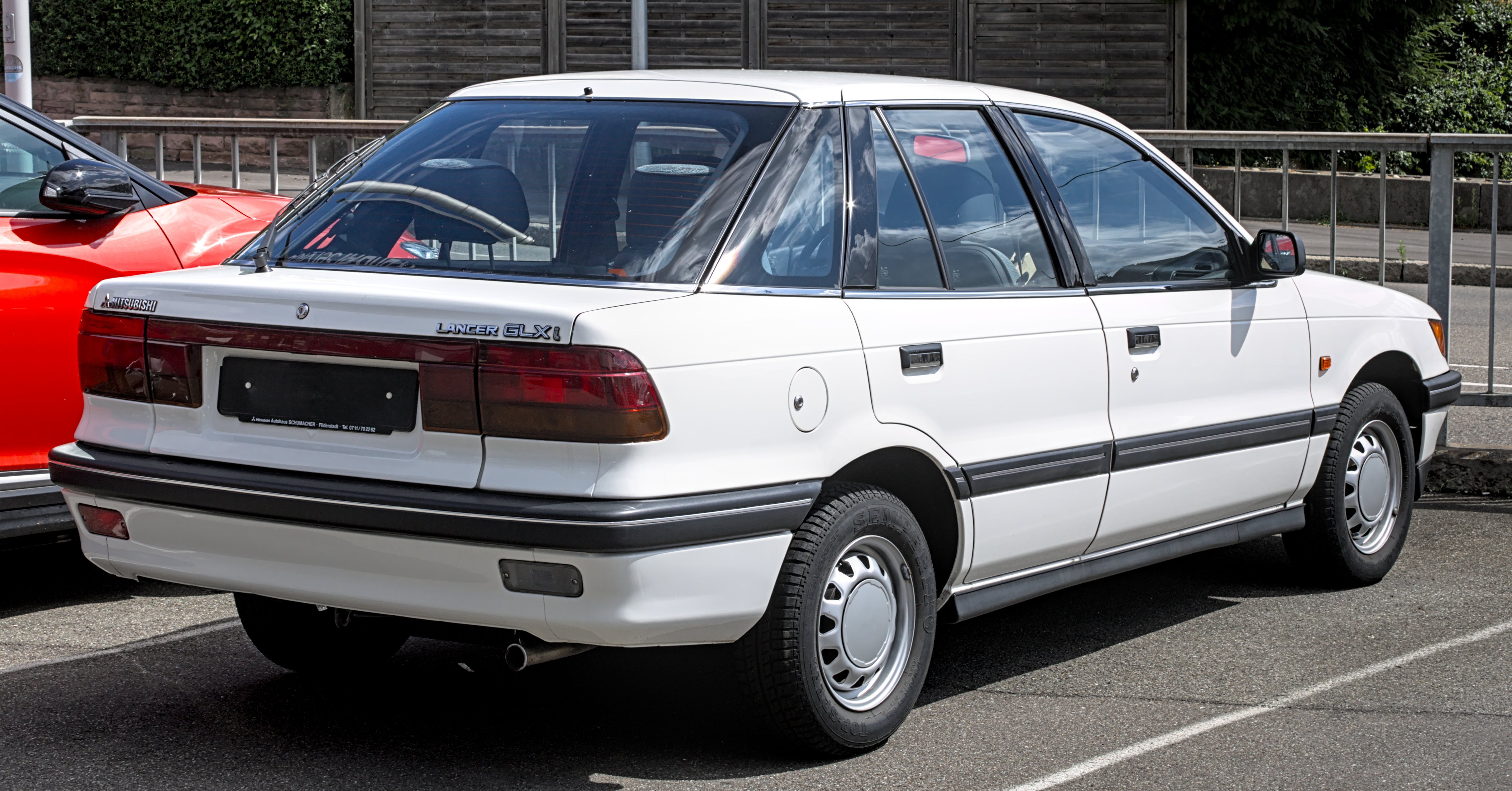
Lancer 5-door liftback (Europe; pre-facelift)
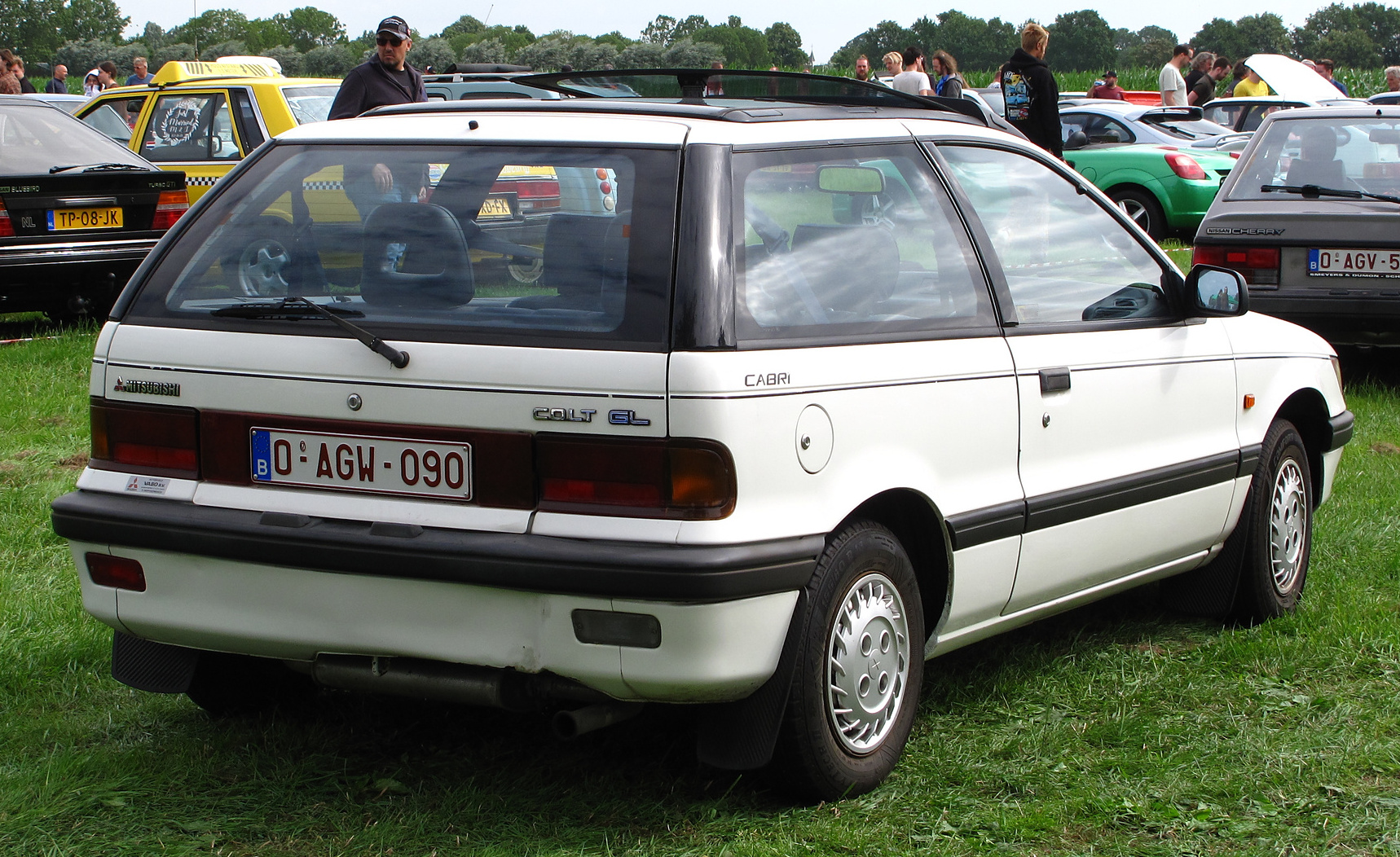
Colt 3-door hatchback (Europe; pre-facelift)

## Четверте покоління (CA/CB/CC/CD; 1991—2003)

### Гетчбек / Купе

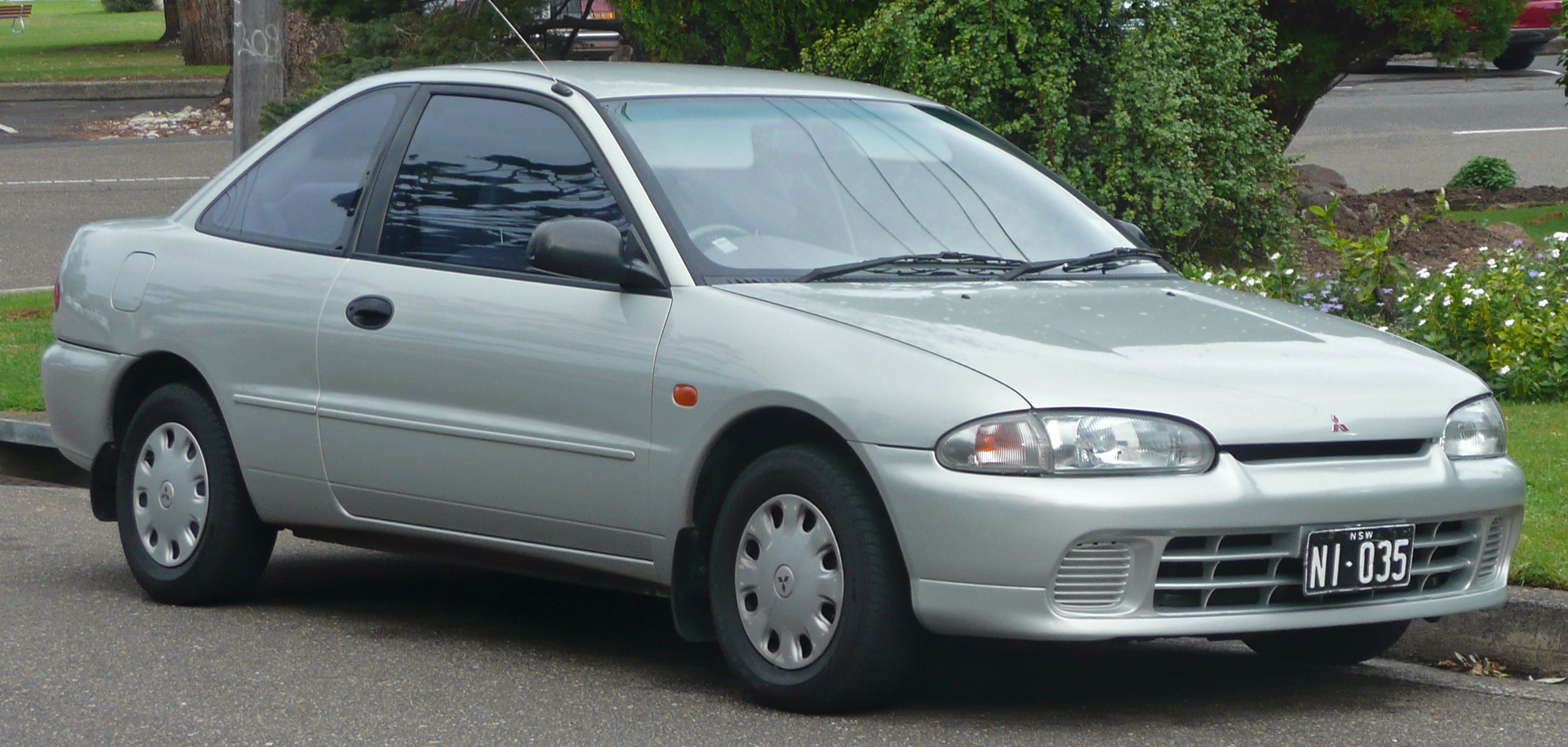
Lancer coupe
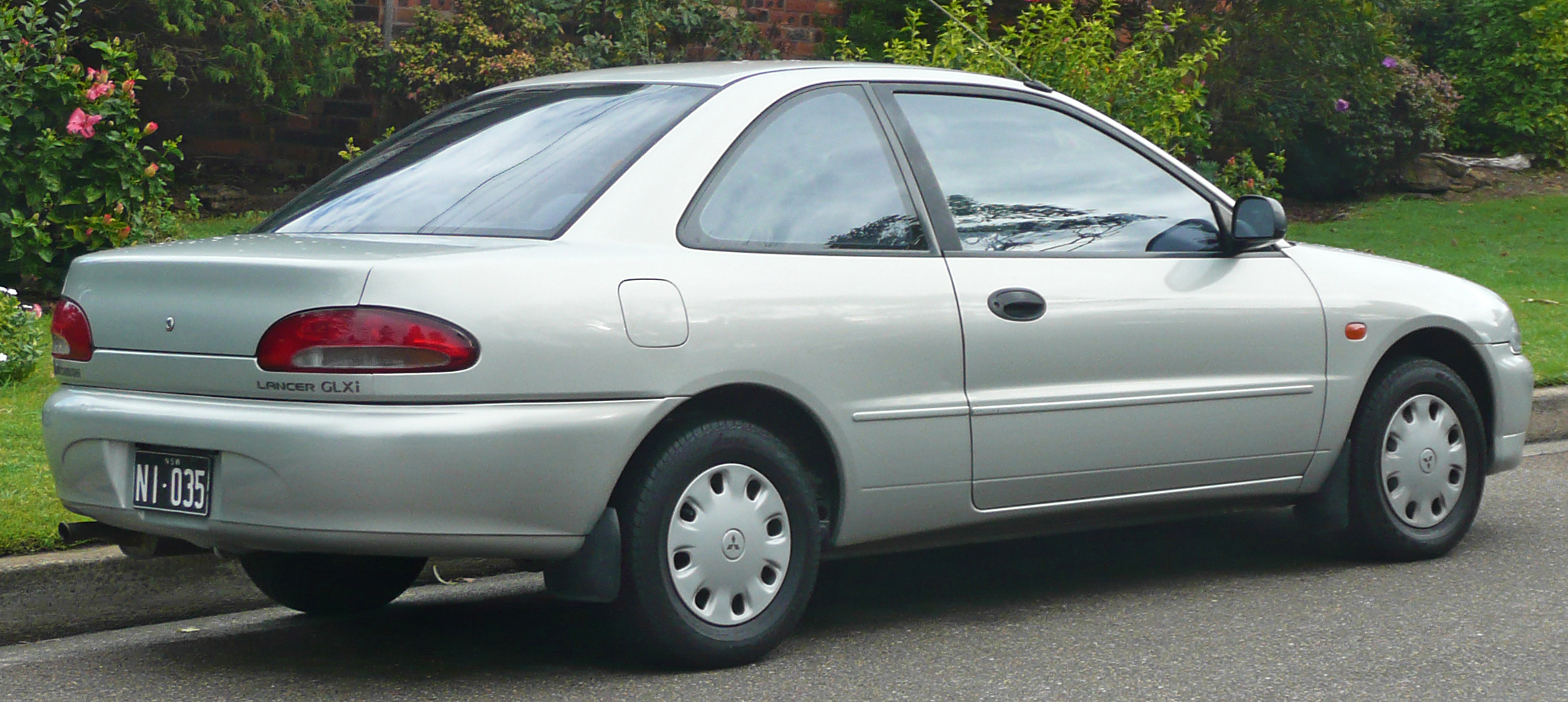
Lancer coupe
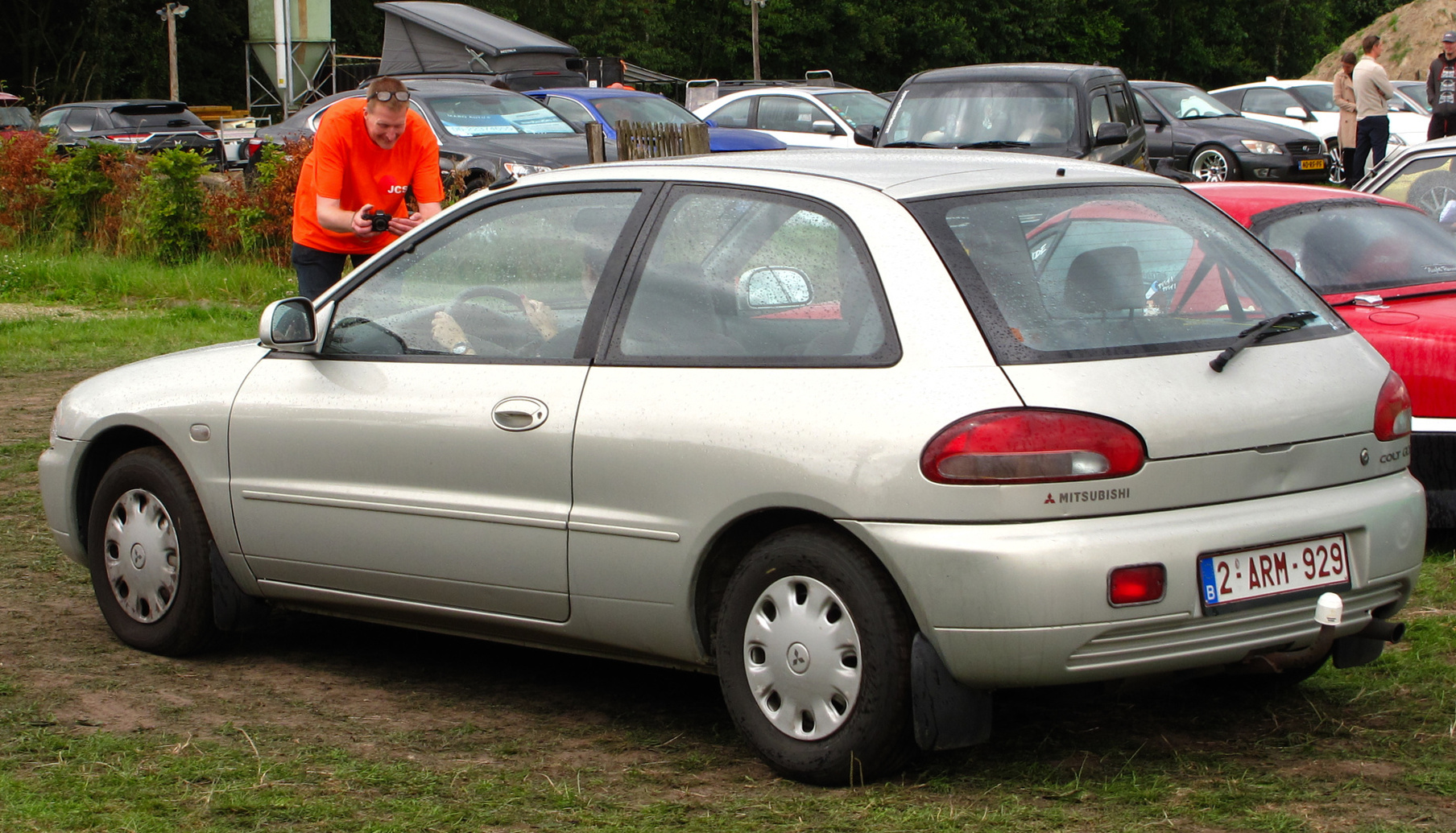
Colt hatchback

### Універсал

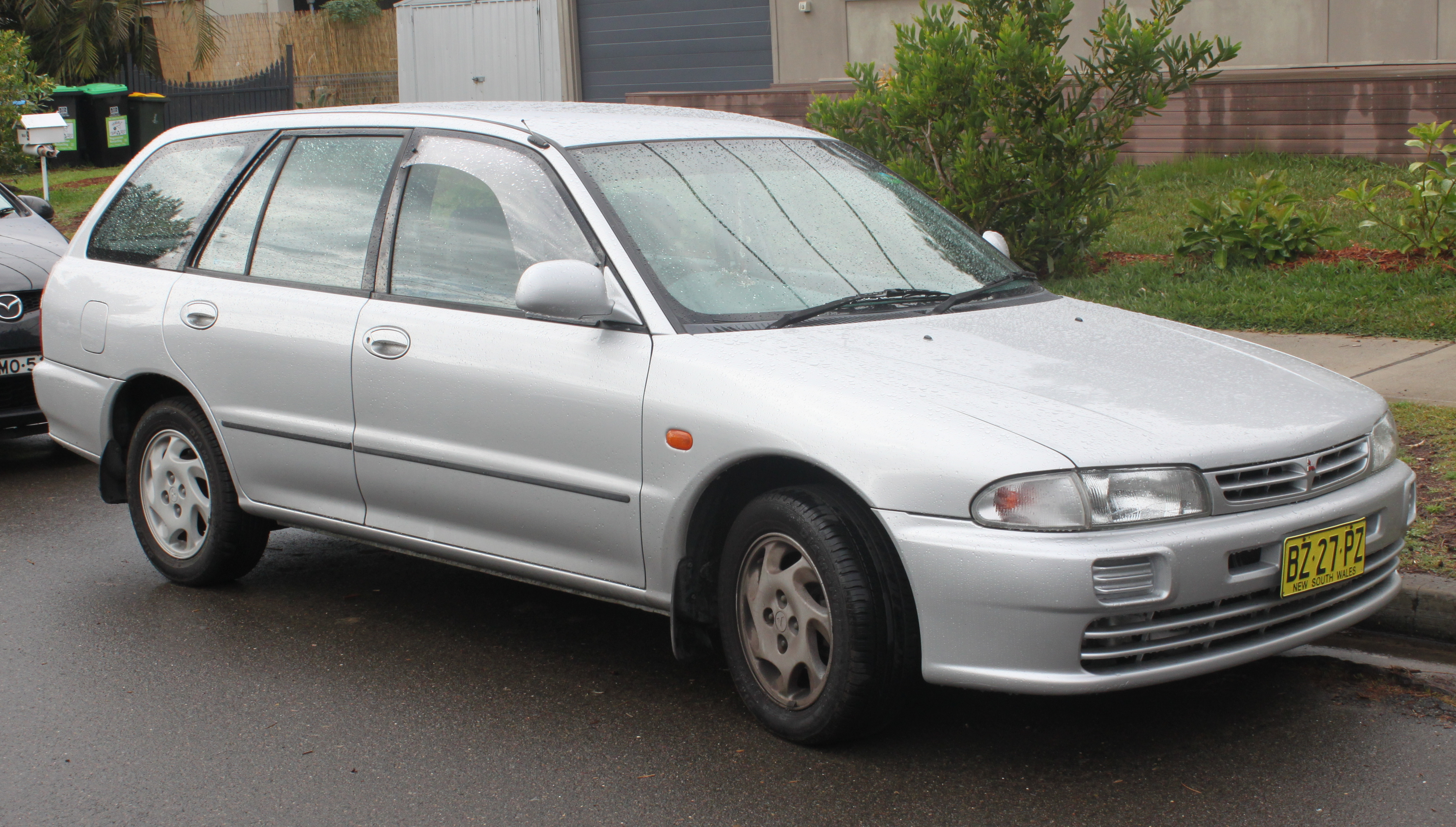
Lancer station wagon
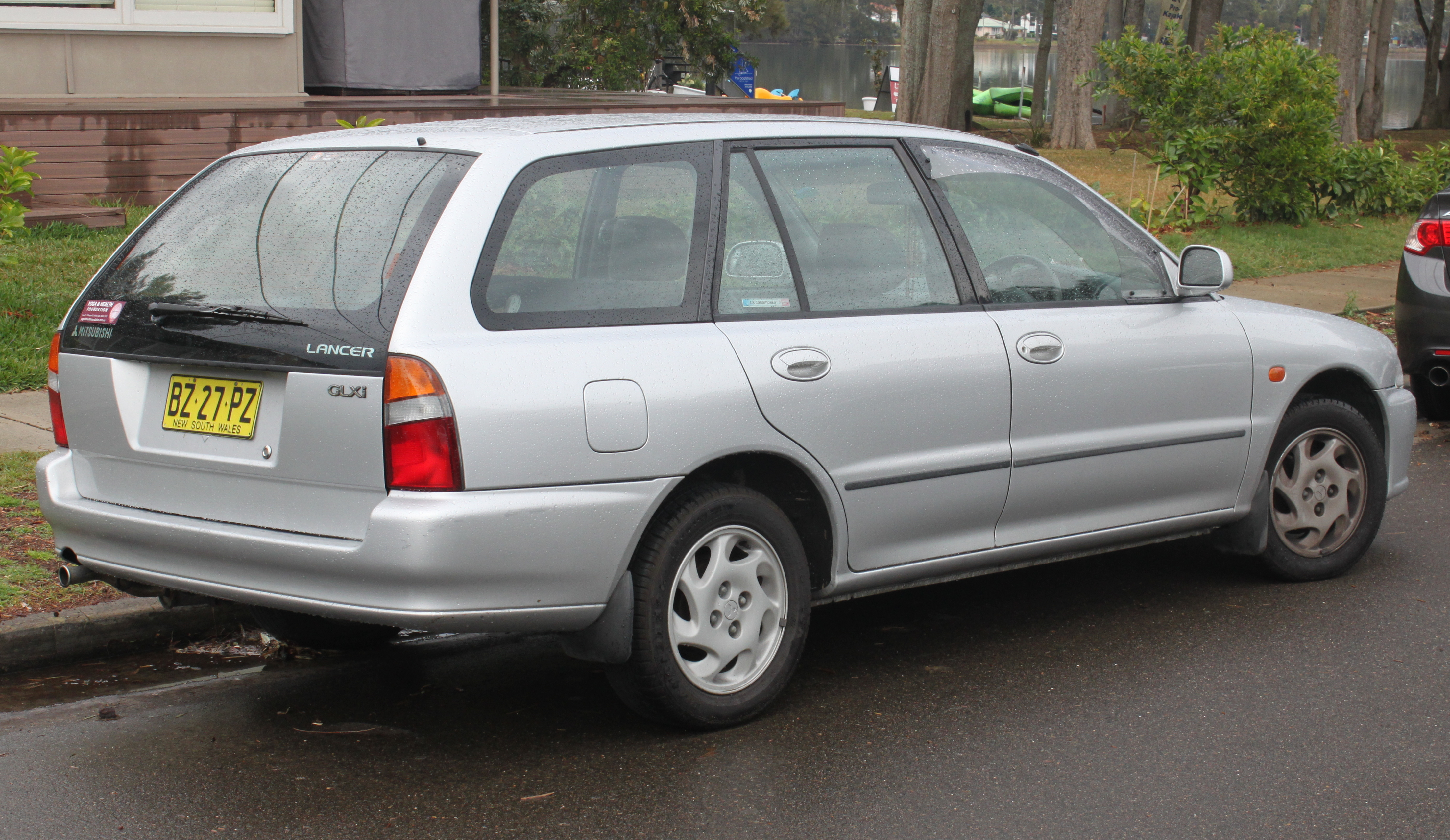
вид ззаду
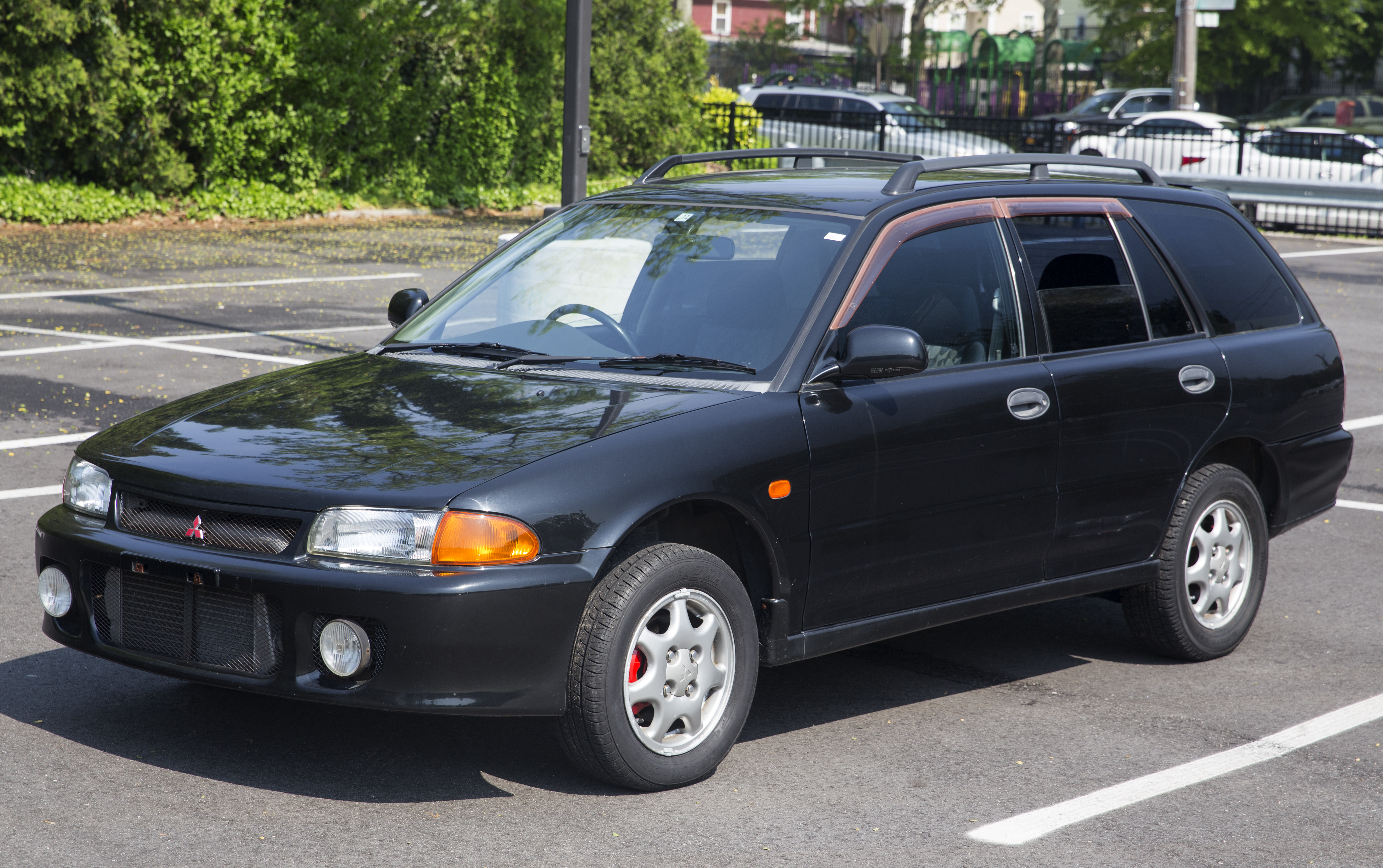
Libero GT (Японія)

### Седан

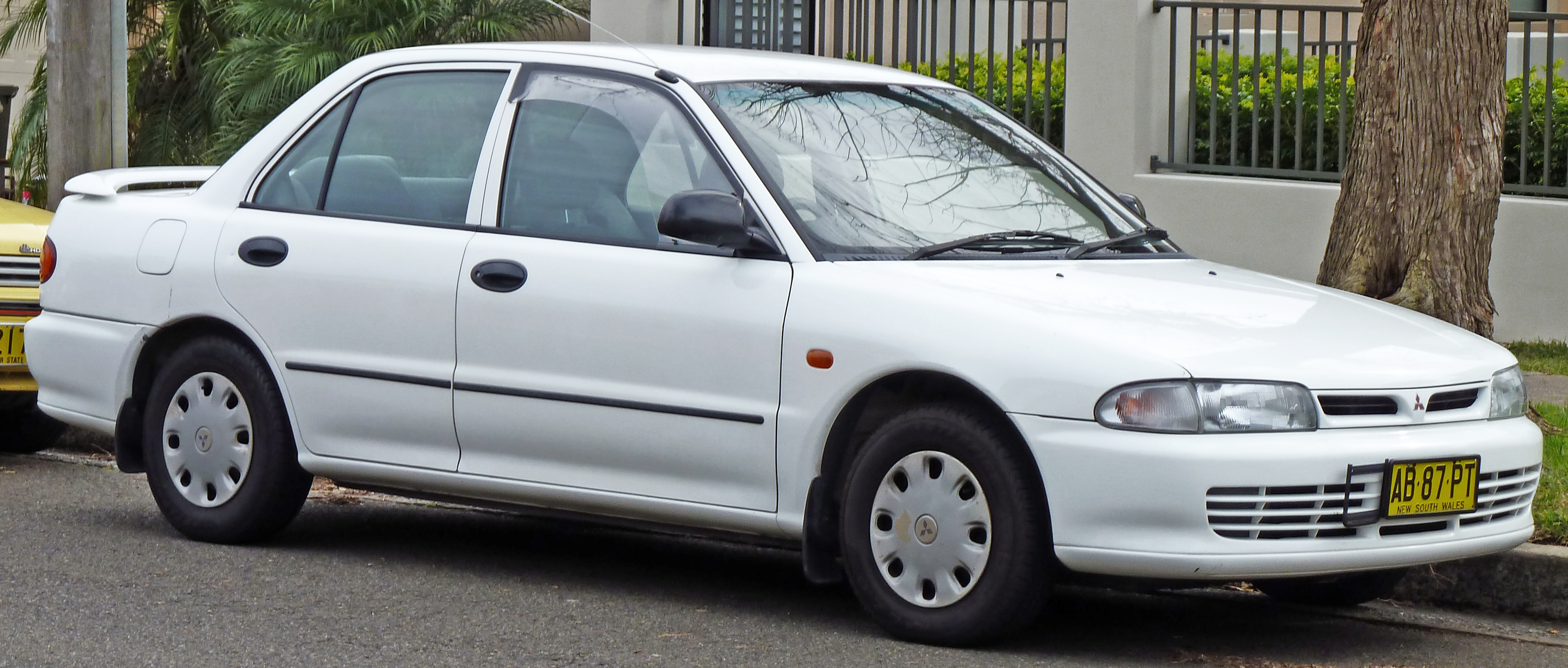
Lancer sedan (4-віконний)
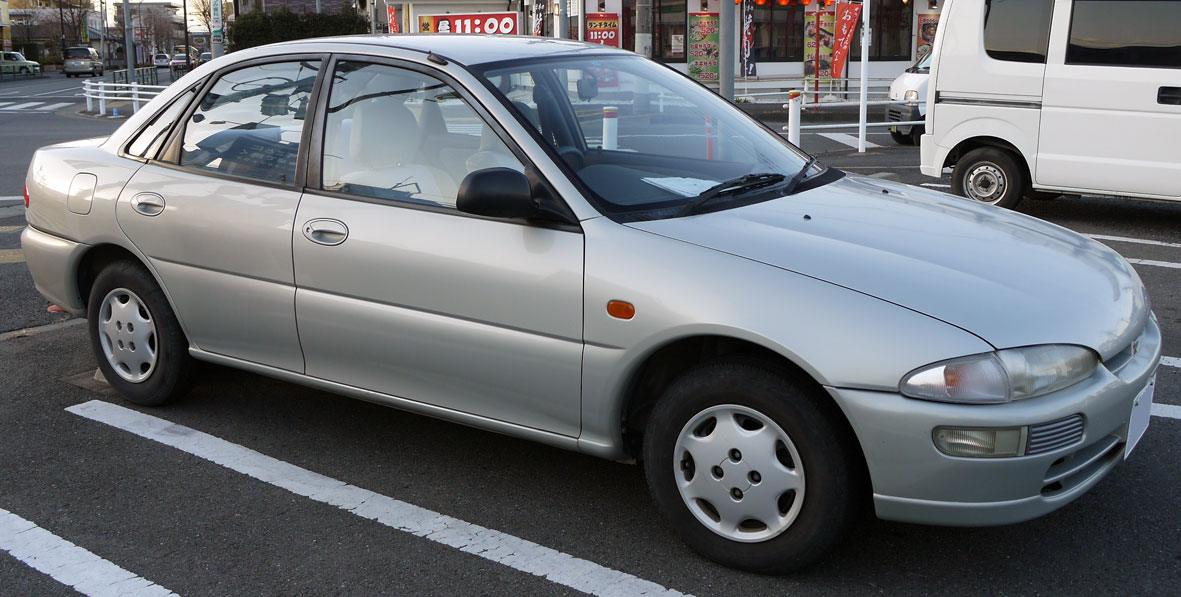
Mirage sedan (6-віконний)
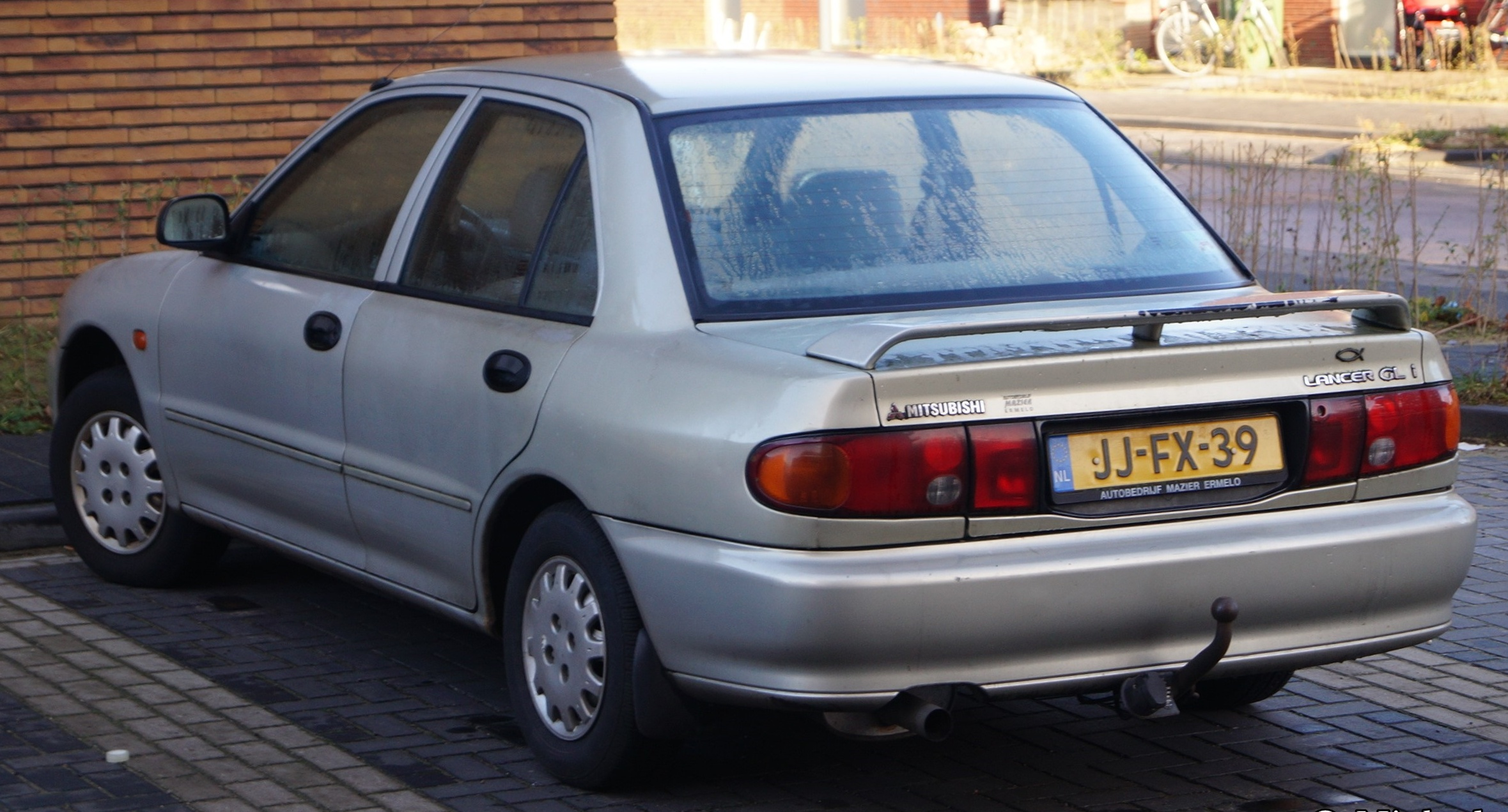
Lancer sedan (4-віконний)

Північна Америка

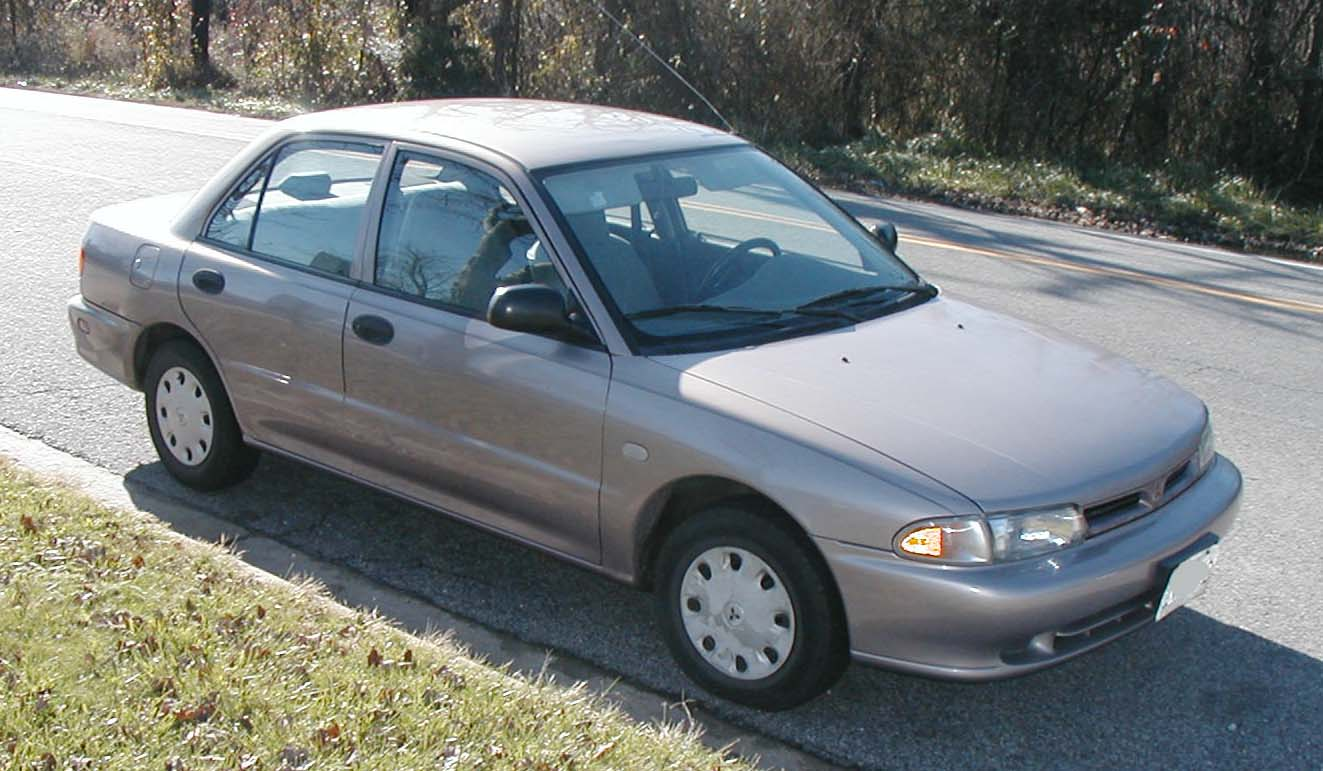
Mirage sedan (США)
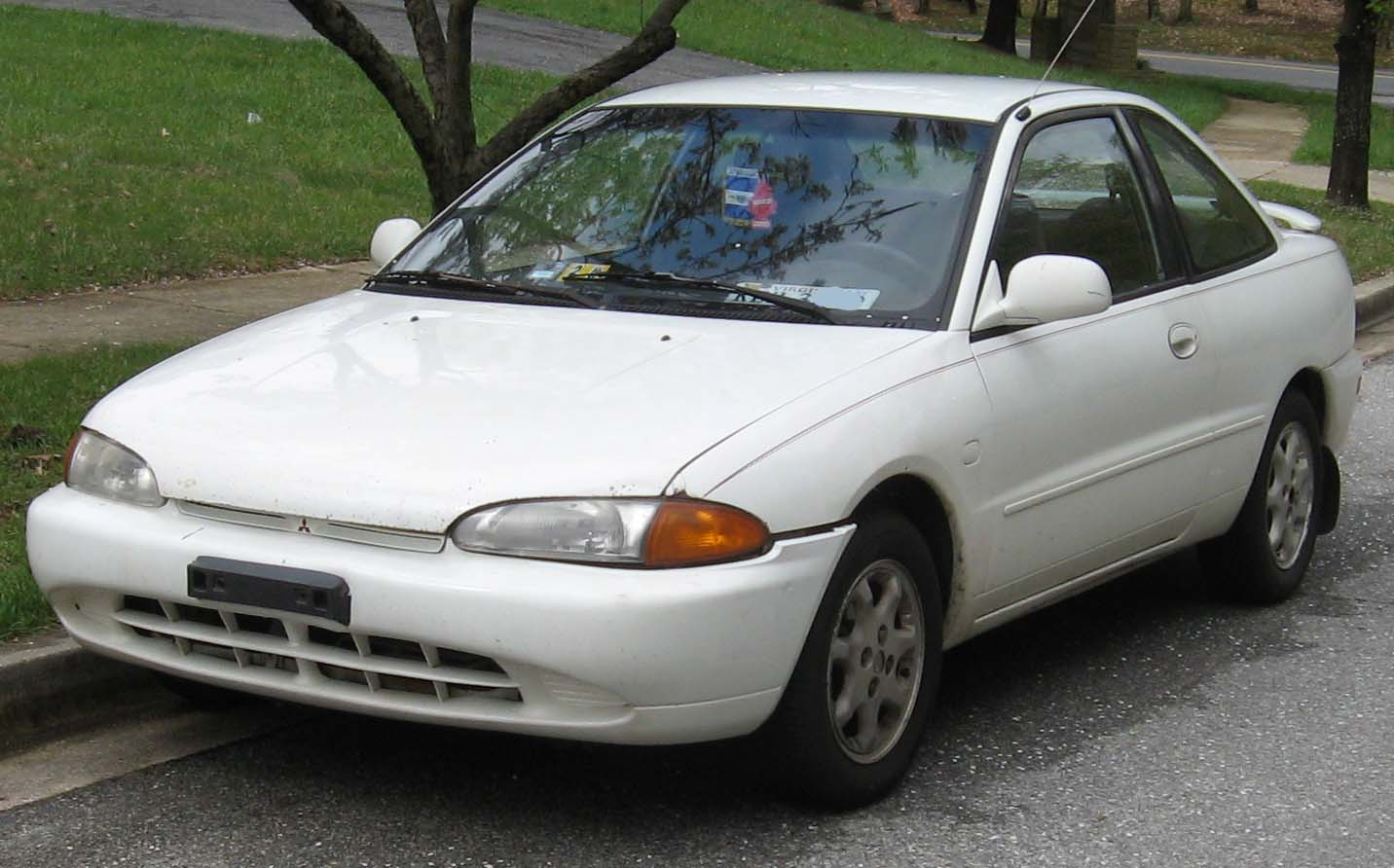
Mirage coupe (США)

## П'яте покоління (CK; 1995—2019)

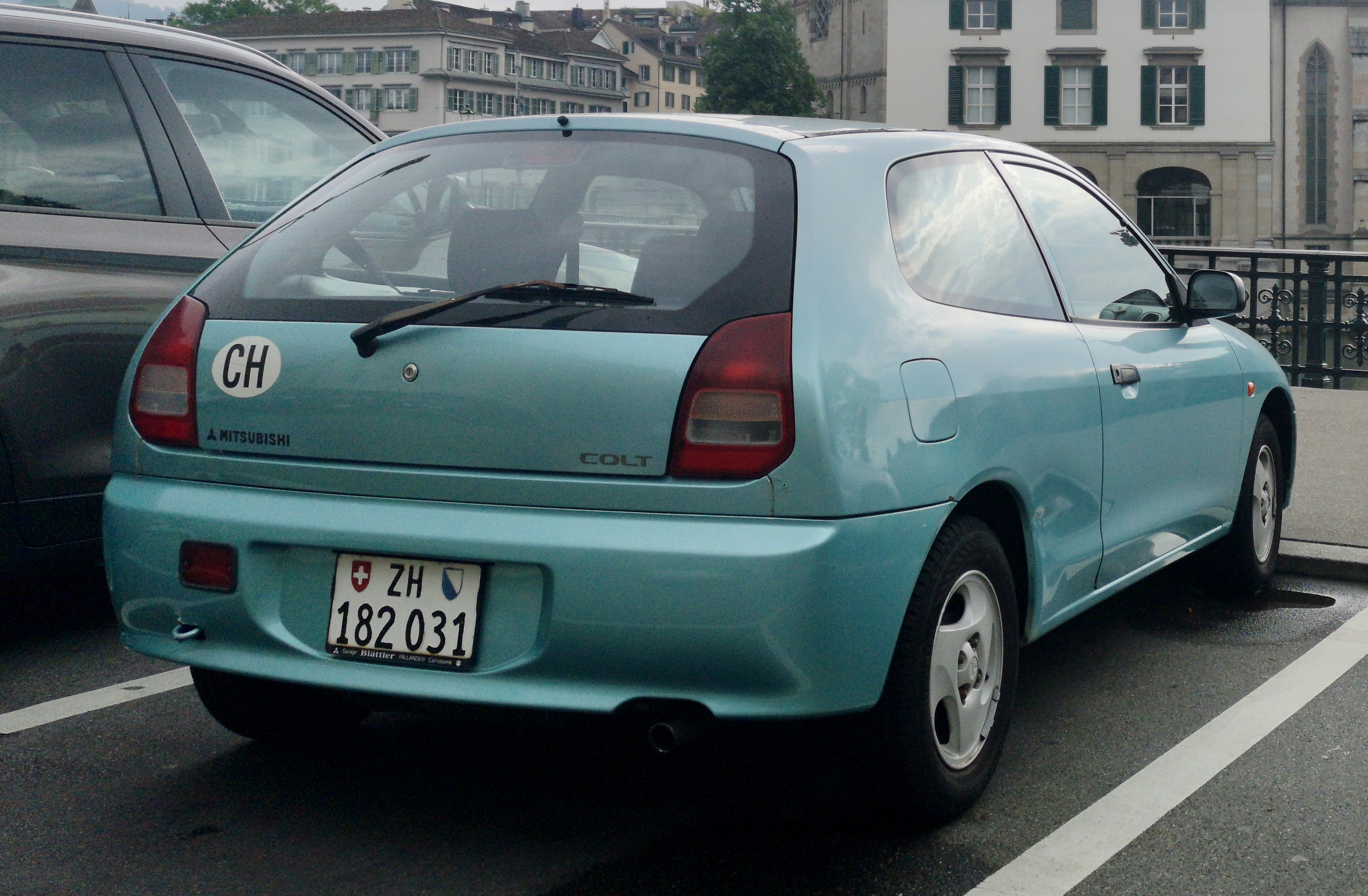
Colt 3-door hatchback (дорестайл)
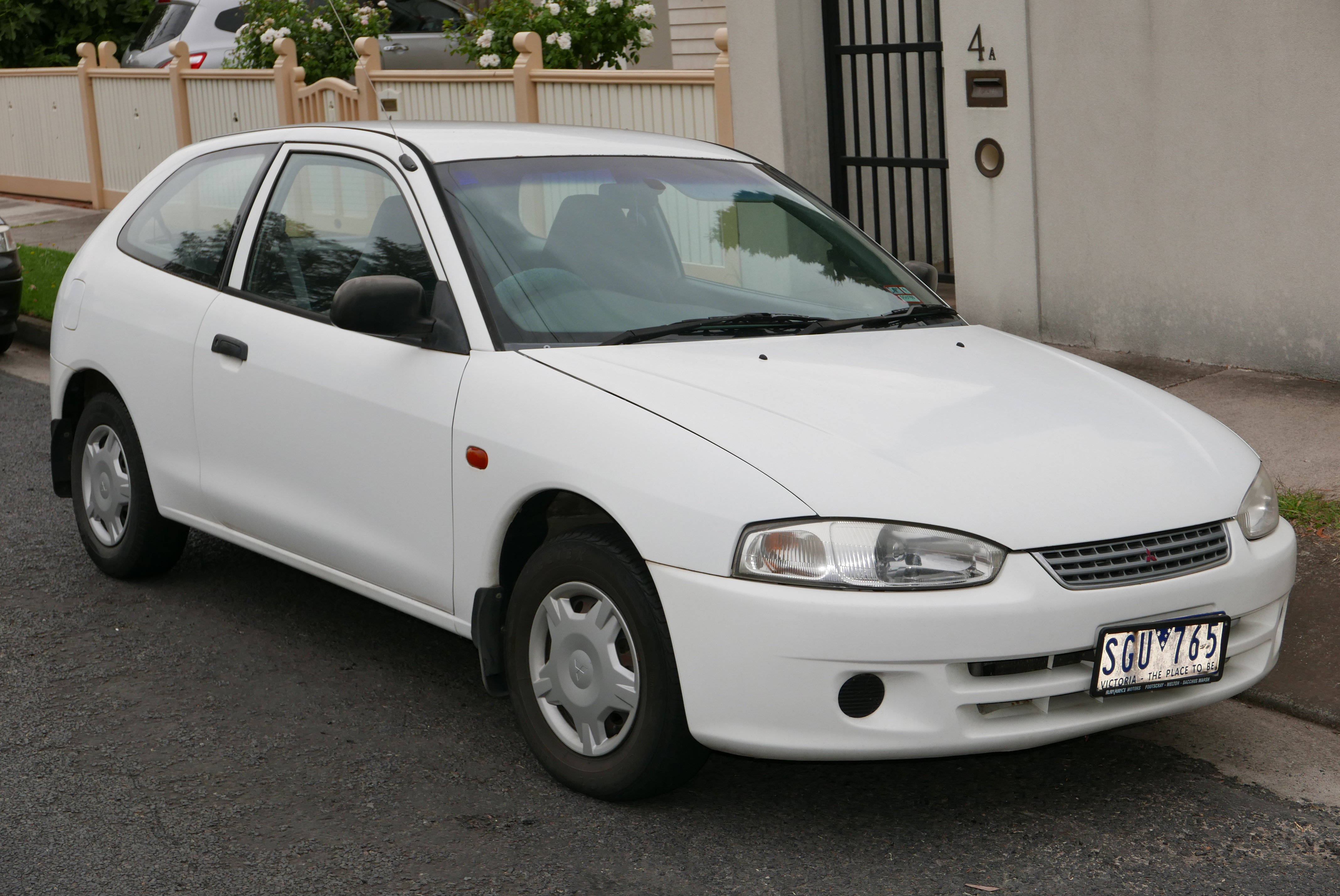
Mirage 3-двірний hatchback (фейсліфт)
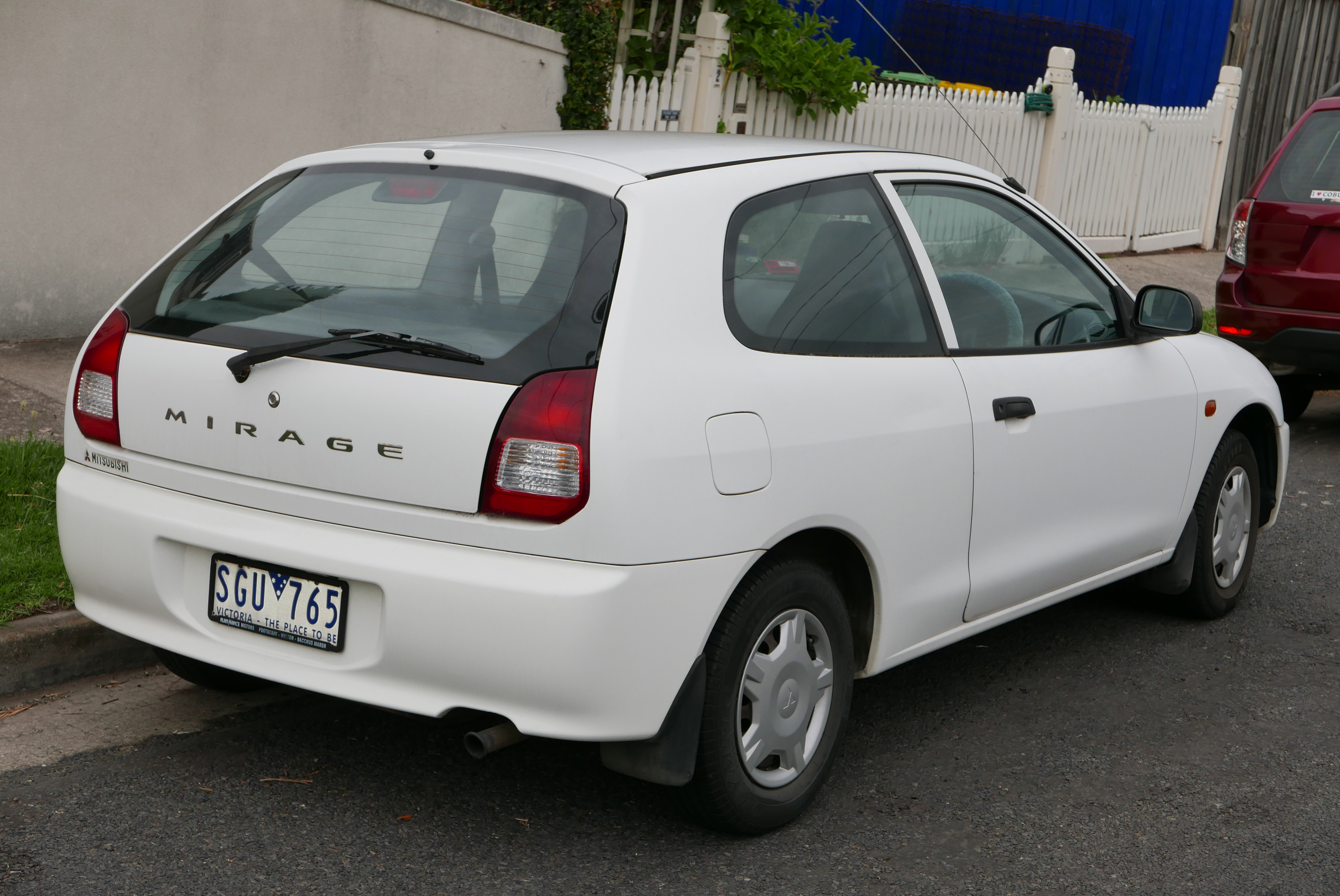
Mirage 3-двірний hatchback (фейсліфт)
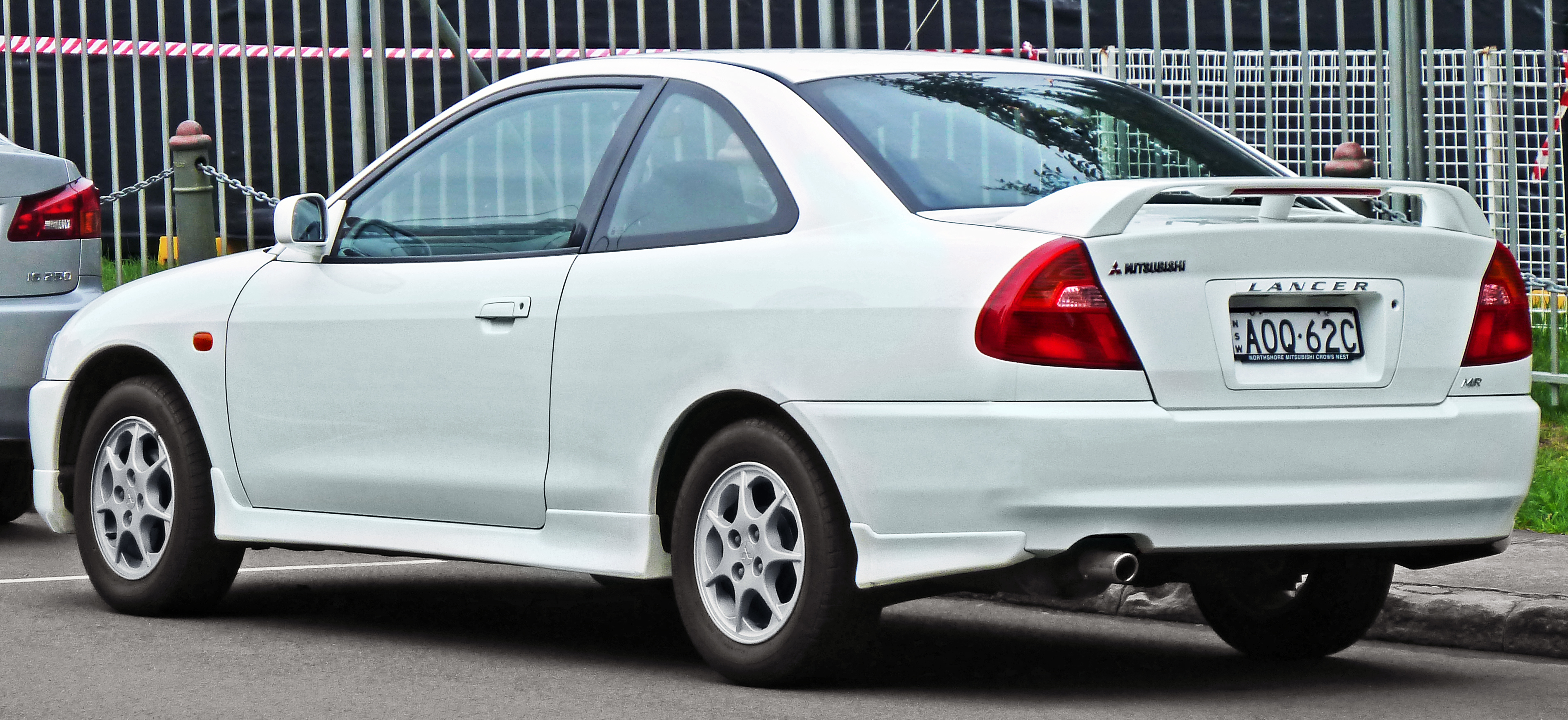
Lancer coupe (фейсліфт)

## Шосте покоління (A00/LA, A10; 2012—2024)

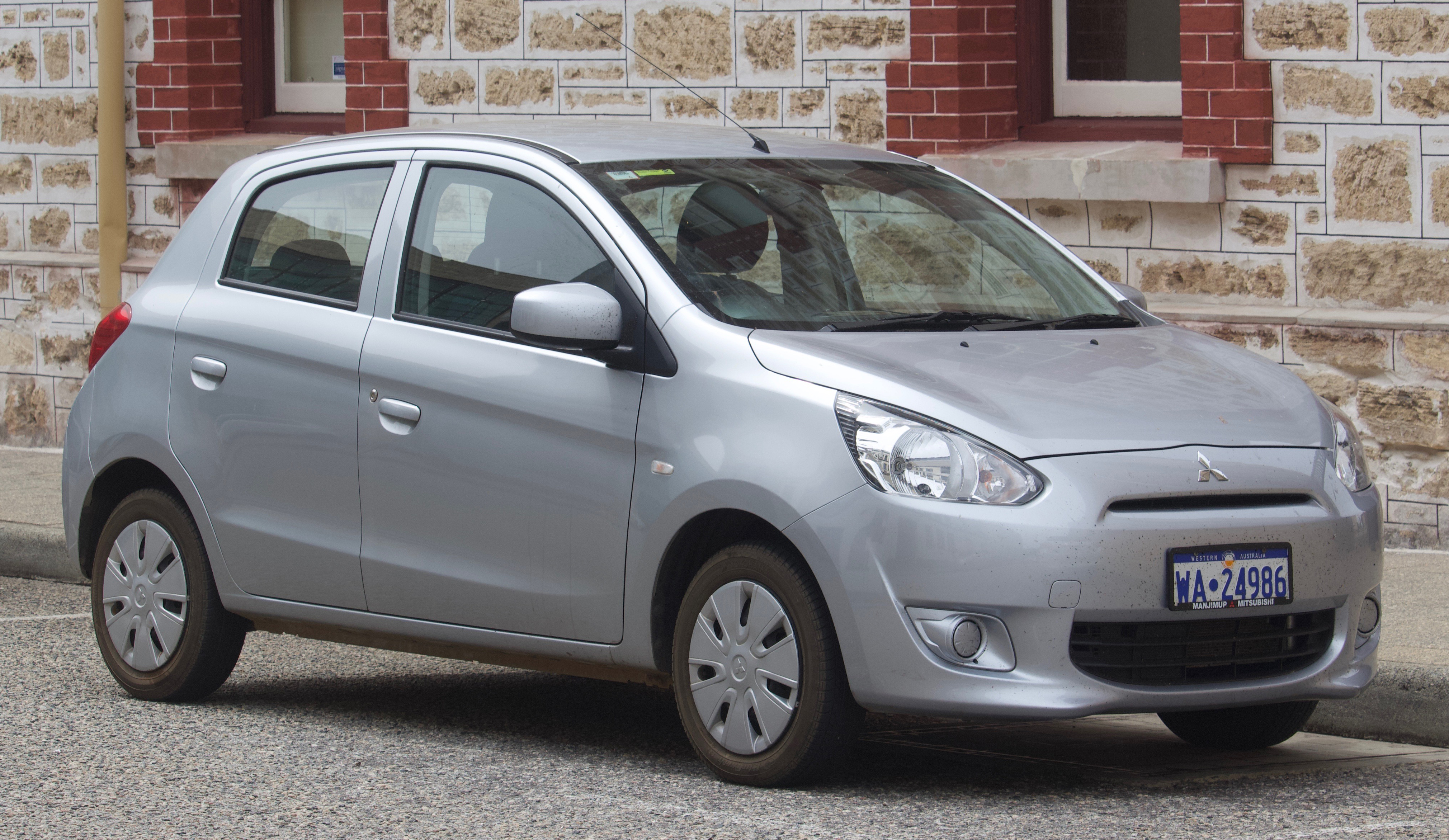
Mitsubishi Mirage 6

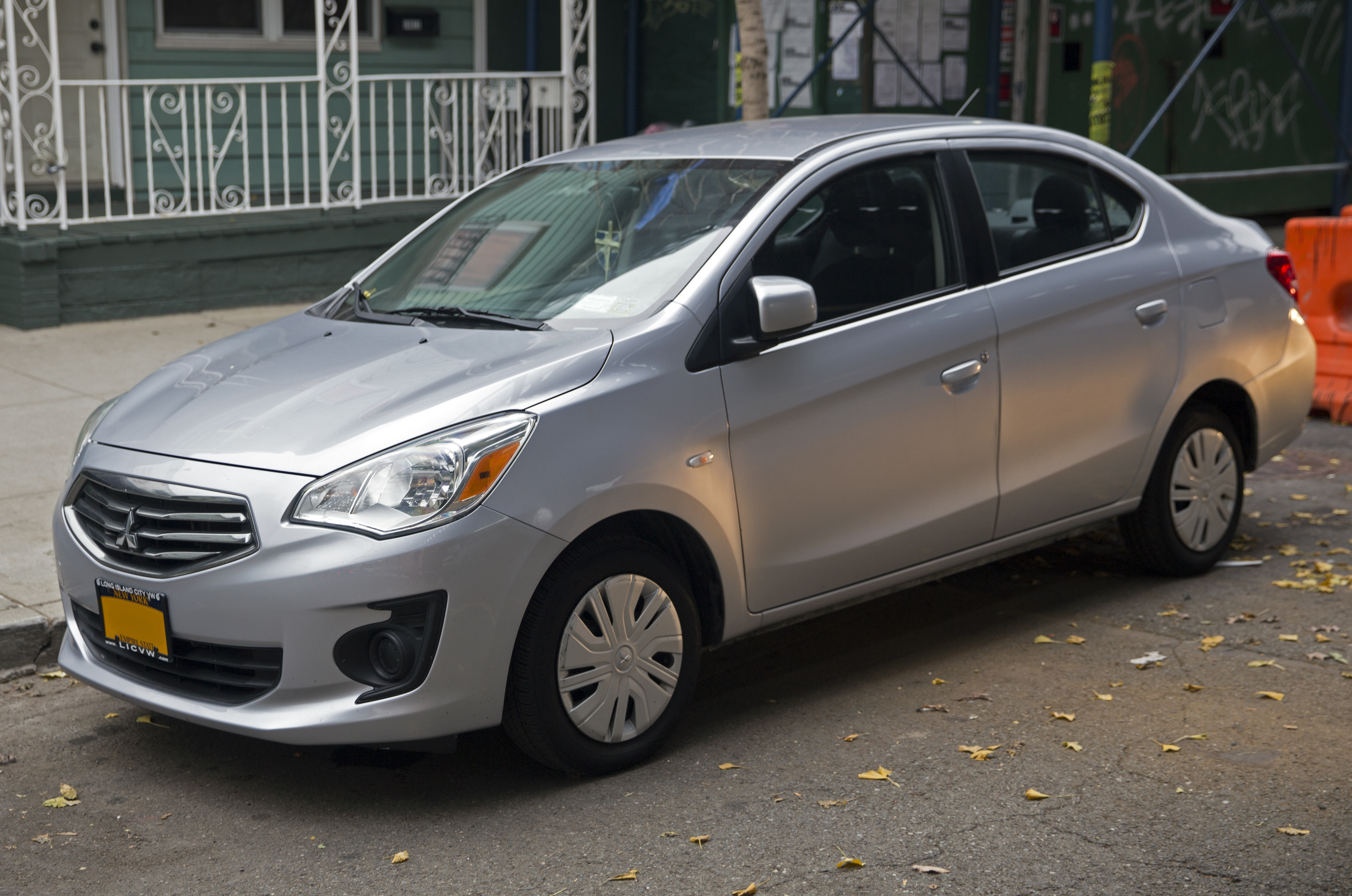
Mitsubishi Mirage G4

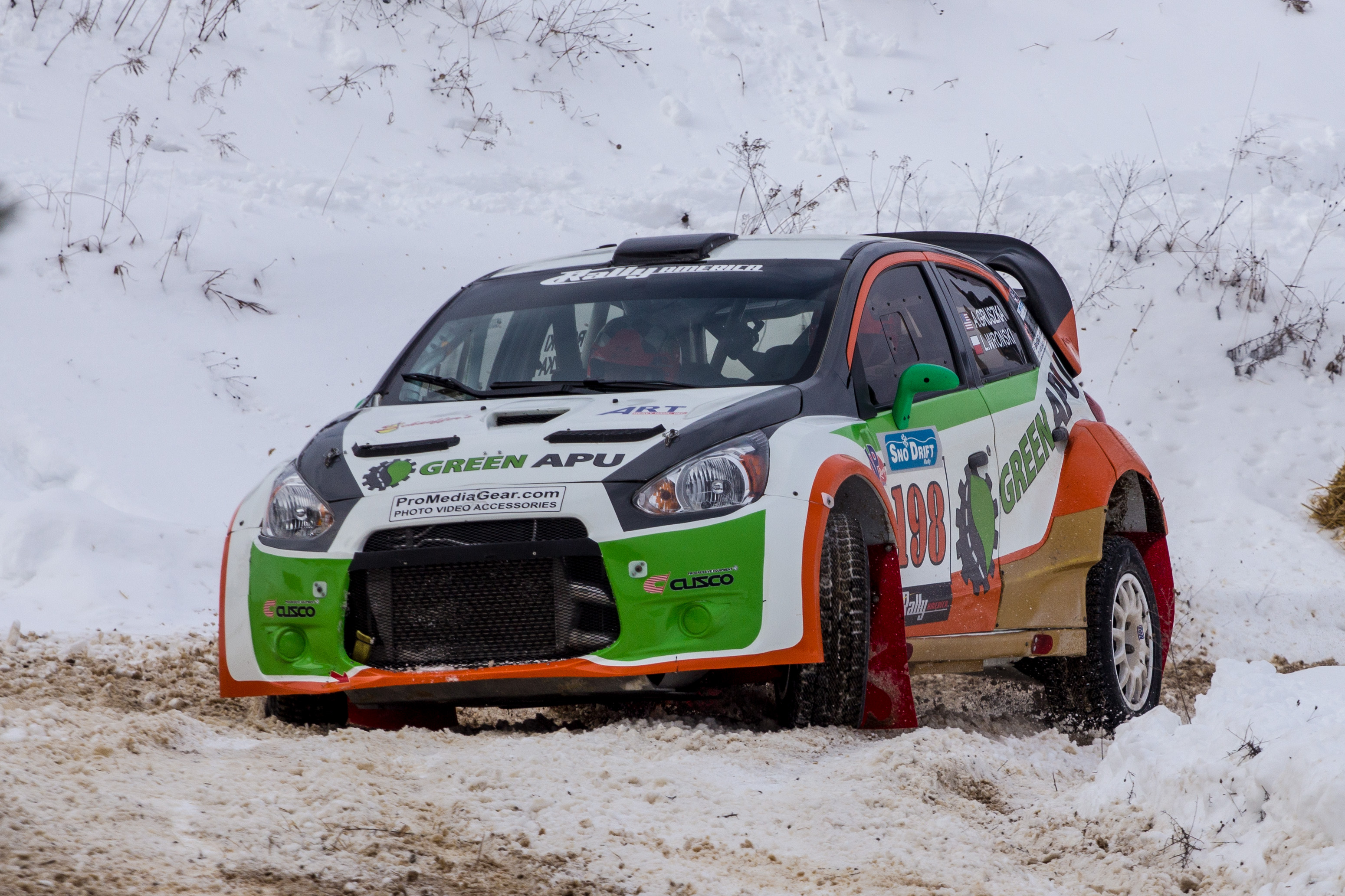
Mitsubishi Mirage R5

Через 11 років після завершення виробництва, у 2012 році Mitsubishi Motors вирішило відновити виробництво і продажу легендарного Mirage/Colt на міжнародному рівні і показало світу абсолютно нове, шосте покоління Mitsubishi Mirage, на європейському ринку відоме як Mitsubishi Space Star. У 2013 році представлена версія в кузові седан під назвою Mitsubishi Mirage G4, в Західній Європі автомобіль називається Mitsubishi Attrage.
У 2015 році було продемонстровано рестайлінгову версію шостого покоління. Окрім явних змін в екстер’єрі та інтер’єрі, компактний автомобіль отримав кращий перелік оснащення.  У серпні 2024 року Mitsubishi підтвердила, що виробництво Mirage буде припинено пізніше в 2024 році, очікуючи, що запаси триватимуть до літа 2025 року. Його припинення залишає Nissan Versa єдиним автомобілем у Сполучених Штатах, який має ціну нижче 20'000 доларів.

### Перший фейсліфт
На автосалоні в Лос-Анджелесі 2015 року компанія Mitsubishi представила рестайлінг Mirage 2017 модельного року. Автомобіль отримав новий дизайн передньої частини, прожекторні фари зі світлодіодними денними ходовими вогнями, а також світлодіодні задні ліхтарі. В результаті фейсліфтингу коефіцієнт лобового опору становить 0.27cd. Крім того, потужність двигуна була збільшена з 74 до 78 к.с. (55 до 58 кВт; від 75 до 79 к.с.), підвіска була покращена за рахунок кращих амортизаторів, переглянутих частот пружин та модернізованих гальм (більші диски спереду, барабани ззаду та інший фрикційний матеріал). Інтер'єр також зазнав численних естетичних змін від керма до системи опалення, вентиляції та кондиціонування повітря та нової додаткової інформаційно-розважальної системи з сенсорним екраном, що використовує інтерфейс Apple CarPlay та аудіосистему Rockford Fosgate потужністю 300 Вт. Rockford Fosgate Edition комплектації ES, оснащений 300-ватною стереосистемою преміум-класу, іноді був доступний починаючи з кінця 2015 року. Зазвичай його називають Mirage RF і він оснащений невеликою наклейкою Rockford Fosgate.

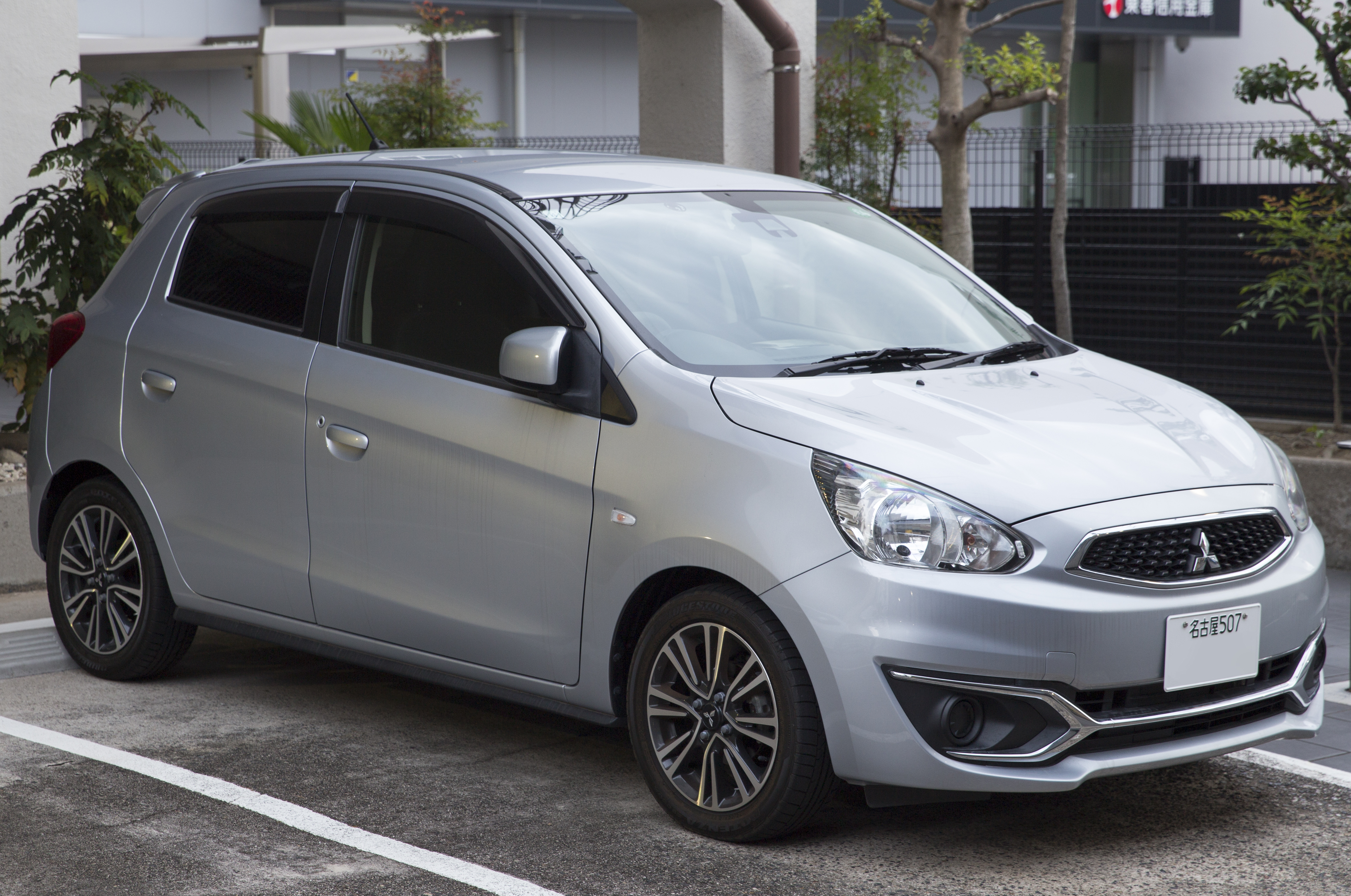
Mirage M (Японія; перший фейсліфт)
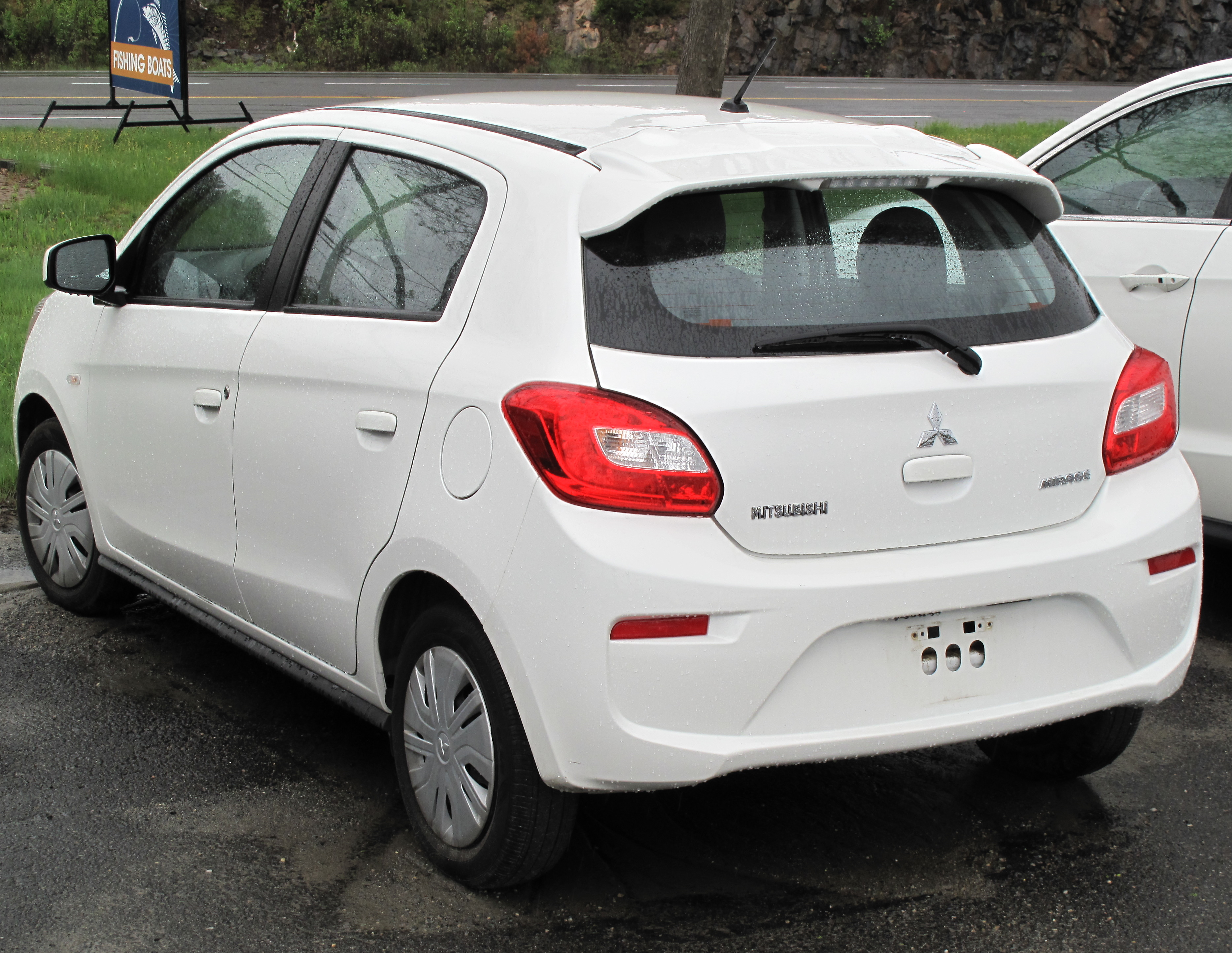
Mirage ES (Канада; перший фейсліфт)

### Другий фейсліфт
Другий рестайлінг Mirage був запущений у листопаді 2019 року, з новим стилем передньої частини, щоб відповідати новій мові дизайну компанії, і дозволив додати систему запобігання зіткнень. Інтер'єр також отримав оновлений стиль і всі моделі отримали нову аудіосистему з сенсорним екраном з підтримкою Apple CarPlay.
У червні 2021 року в Португалії стартував позашляховий вигляд Space Star Cros.

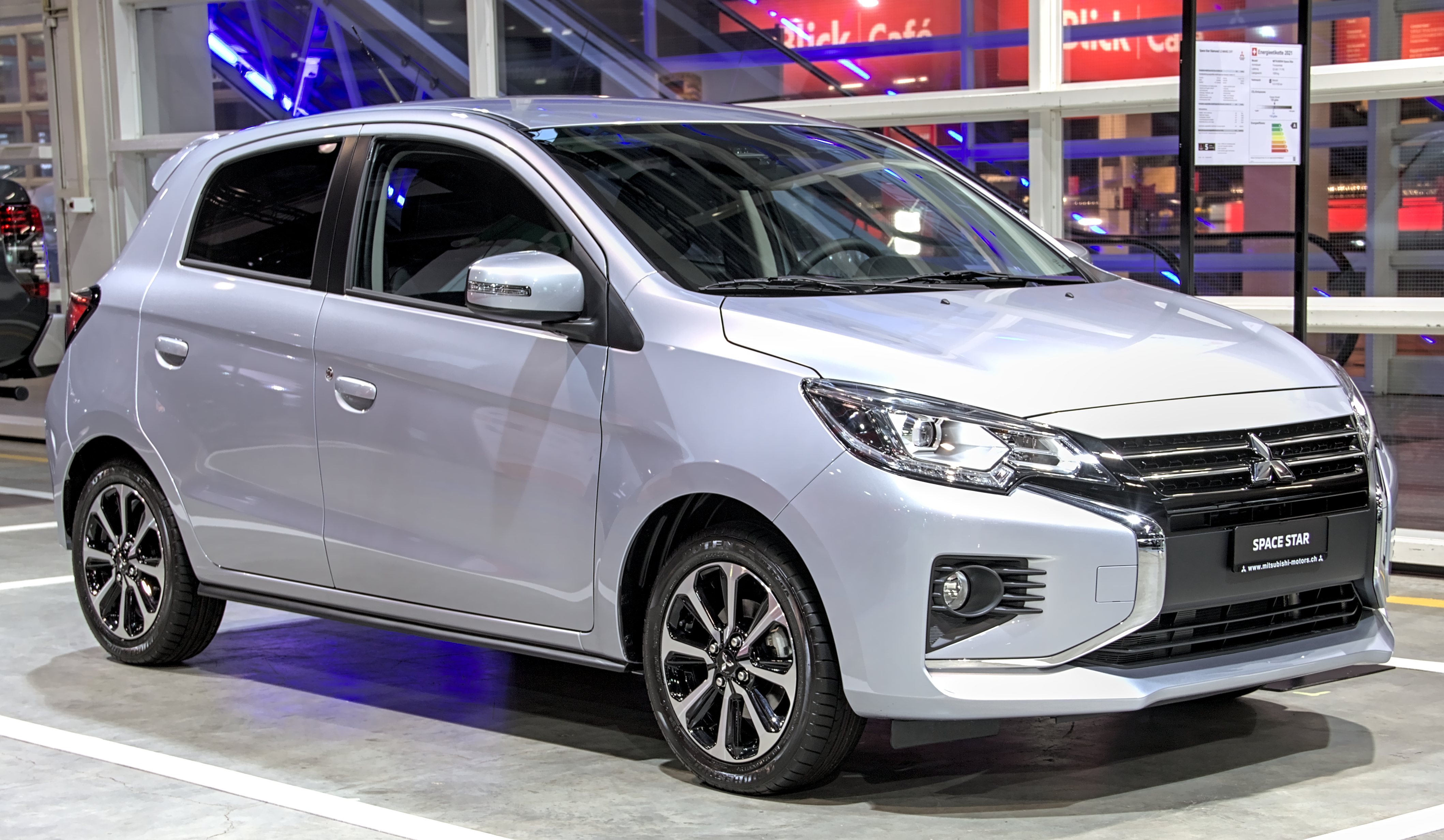
Mitsubishi Space Star Intense (Європа)
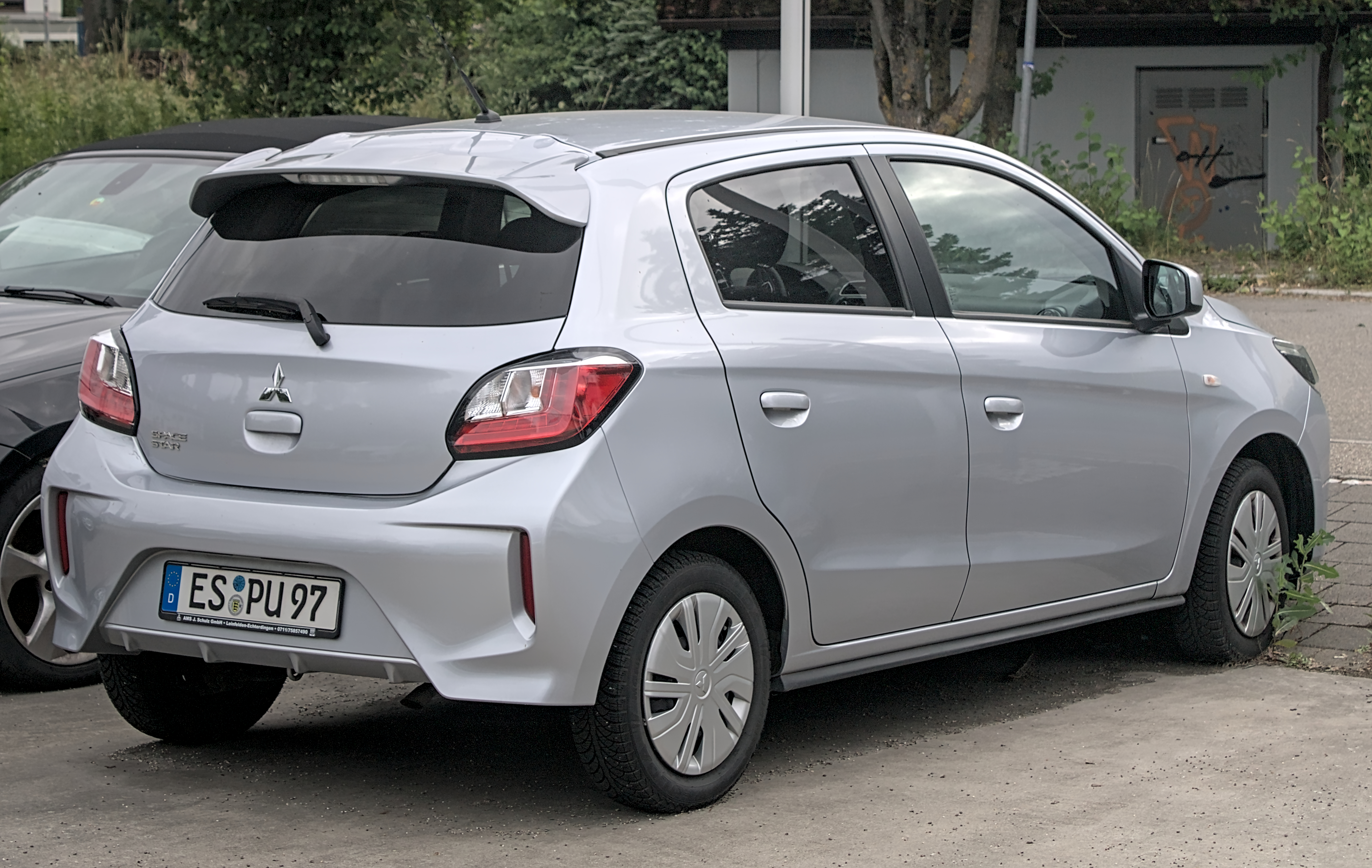
Mitsubishi Space Star (Європа)

### Двигуни
- 1.0 L 3A90 I3 69 к.с.
- 1.2 L 3A92 I3 78 к.с.

### Безпека
Результати випробувань ASEAN NCAP для п'ятидверного хетчбека з правим кермом реєстрації 2013 року:
| Тест                       | Рейтинг   |
| Захист дорослих пасажирів: | 4/4 зірки |
| Захист дітей-пасажирів:    | 43%       |

## Виробництво і продажі

### Виробництво
| Year | Таїланд | Таїланд | Філіппіни | Філіппіни | Загалом |
| Year | Mirage  | Attrage | Mirage    | Mirage G4 | Загалом |
| ---- | ------- | ------- | --------- | --------- | ------- |
| 2011 | 20      | -       | -         | -         | 20      |
| 2012 | 122,633 | -       | -         | -         | 122,633 |
| 2013 | 97,938  | 47,006  | -         | -         | 144,944 |
| 2014 | 100,240 | 29,850  | -         | -         | 130,090 |
| 2015 | 83,857  | 53,733  | -         | -         | 137,590 |
| 2016 | 86,189  | 65,329  | -         | 1,388     | 152,906 |
| 2017 | 71,927  | 64,033  | 4,633     | 10,475    | 151,068 |
| 2018 | 77,577  | 60,879  | 3,885     | 14,072    | 156,413 |

(Джерела: Facts & Figures 2013 [Архівовано 2013-12-02 у Wayback Machine.], Facts & Figures 2018, Facts & Figures 2019, сайт Mitsubishi Motors)